# Lillie Langtry
Pour les articles homonymes, voir Langtry (homonymie).
Emilie Charlotte Le Breton, connue sous le nom de Lillie Langtry (13 octobre 1853 à Jersey - 12 février 1929 à Monte-Carlo) est une socialite et une actrice de théâtre britannique.

## Biographie

### Premières années

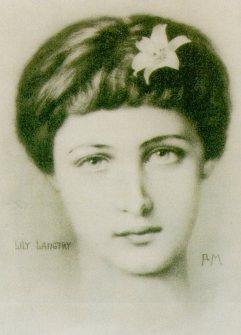
Portrait de Lillie Langtry par Frank Miles.

Son père est le révérend William Corbet Le Breton et sa mère Emilie Davis née Martin, reconnue pour sa très grande beauté. Ils se marient à l'église Saint-Luc de Chelsea à Londres. Le couple vit à Southwark à Londres avant que William ne se voie offrir le poste de recteur et doyen de Jersey.
Lillie naît le 13 octobre 1853 à l'ancien presbytère de Saint-Sauveur à Jersey. Elle se fait appeler Lillie dès l'enfance. Elle est la sixième des sept enfants du couple, et la seule fille. Ses frères sont Francis Corbet Le Breton (1843-1872), William Inglis Le Breton (1846-1924), Trevor Alexander Le Breton (1847-1870), Maurice Vavasour Le Breton (1849-1881), Clement Martin Le Breton (1851-1927) et Reginald Le Breton (1855-1876). Elle serait une descendante de Richard le Breton, l'un des assassins de Thomas Becket en 1170.
Comme la gouvernante française de Lillie ne parvient pas à la gérer, Lillie est éduquée par le tuteur de ses frères. Son éducation est donc plus étendue et plus solide que celle habituellement donnée aux filles à cette époque : on lui enseigne le latin, le grec, les mathématiques, l'allemand, le français, la musique et l'art. Bien que leur père occupe le poste respectable de doyen de Jersey, il acquiert néanmoins une réputation de coureur de jupons, et engendre des enfants illégitimes avec plusieurs paroissiennes. Lorsque sa femme Emilie le quitte en 1880, il quitte Jersey.

### De Jersey à Londres

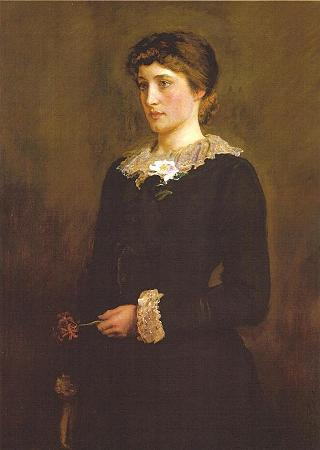
A Jersey Lily par John Everett Millais

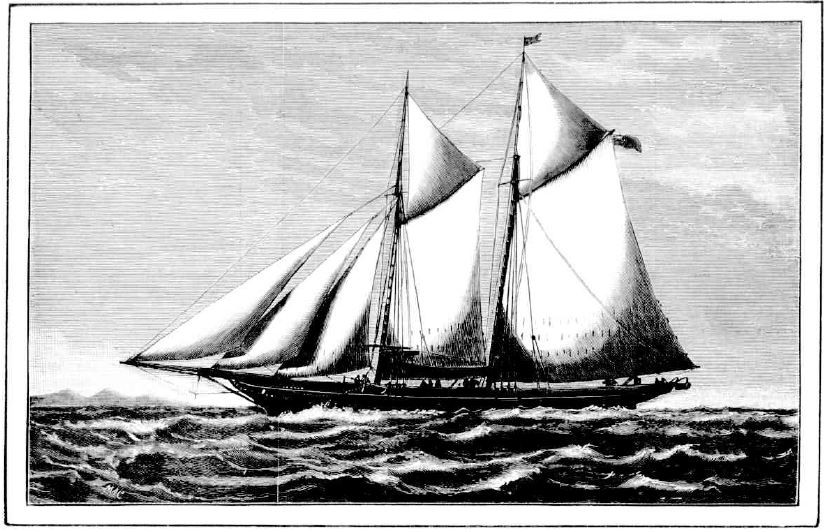
Le yacht Red Gauntlet d'Edward Langtry, le premier mari de Lillie Langtry.

Le 9 mars 1874, Lillie, 20 ans, épouse le propriétaire terrien irlandais de 26 ans Edward Langtry, veuf de Jane Frances Price et qu'elle connaît depuis six semaines seulement. Cette dernière est la sœur d'Elizabeth Ann Price, épouse de William, le frère de Lillie. Lillie et Edward organisent leur réception de mariage au Royal Yacht Hotel à Saint-Hélier, à Jersey. Edward Langtry est assez riche pour posséder un grand voilier appelé Red Gauntlet, et Lillie insiste pour qu'il l'emmène loin des îles anglo-normandes. En 1876, ils louent un appartement à Eaton Place, Belgravia, à Londres, et au début de 1878, ils déménagent au 17 Norfolk Street près de Park Lane pour pouvoir accueillir leurs visiteurs de plus en plus nombreux de la société londonienne.

Dans une interview publiée dans plusieurs journaux (dont le Brisbane Herald) en 1882, Lillie Langtry déclare :
« C'est par Lord Raneleigh [sic] et le peintre Frank Miles que j'ai été introduite pour la première fois dans la société londonienne... Je suis allée à Londres et j'ai été guidée par mes amis. Parmi les plus enthousiastes d'entre eux se trouvait M. Frank Miles, l'artiste. J'appris par la suite qu'il m'avait vue un soir au théâtre, et avait tenté en vain de découvrir qui j'étais. Il est allé dans ses clubs parmi ses amis artistes en déclarant qu'il avait vu une beauté, et il m'a décrite à tous ceux qu'il connaissait, jusqu'au jour où un de ses amis m'a rencontrée et il a été dûment présenté. Puis M. Miles est venu et m'a suppliée de poser pour mon portrait. J'y consentis, et quand le portrait fut terminé, il le vendit au prince Léopold. Dès lors, je fus invitée partout et choyée par de nombreux membres de la famille royale et de la noblesse. Après Frank Miles, j'ai posé pour des portraits de Millais et Burne-Jones et maintenant Frith me prend pour modèle dans l'une de ses superbes photos ».
En 1877, le frère de Lillie, Clément Le Breton, épouse Alice, une fille illégitime de Thomas Heron Jones, 7e vicomte Ranelagh, un ami de leur père. Ranelagh, à la suite d'une rencontre fortuite avec Lillie à Londres, l'invite à une réception à laquelle assistent plusieurs artistes renommés au domicile de Sir John et Lady Sebright au 23 Lowndes Square, Knightsbridge, qui a lieu le 29 avril 1877. Elle se distingue par sa beauté et son esprit. Lillie est alors en deuil de son plus jeune frère, tué dans un accident d'équitation : contrairement aux vêtements élaborés de la plupart des femmes présentes ce soir-là, elle porte donc une simple robe noire (qui devient sa marque de fabrique) et aucun bijou. Avant la fin de la soirée, Frank Miles réalise plusieurs croquis d'elle qui deviennent très populaires sur des cartes postales.
Frank Miles est alors artiste en chef du magazine Life. Les « beautés professionnelles » (appelées P. B.) sont des modèles représentées dans des reproductions photographiques et des périodiques illustrés sur papier glacé, qui se vendent alors par milliers. Parmi elles, les plus éminentes sont Lillie Langtry, Georgiana Lady Dudley, Daisy comtesse de Warwick, Jennie Lady Randolph Churchill et « Patsy » Cornwallis-West. Les artistes veulent les peindre, les dessiner ou les photographier, tandis que les modistes et les couturiers leur font porter leurs dernières créations. Des reproductions de leurs portraits sont exposées dans les boutiques à la mode et accrochées dans les maisons de la classe moyenne, tandis que les originaux sont achetés par de riches mécènes des arts, des aristocrates et même des membres de la famille royale. Une rumeur circule alors selon laquelle le plus jeune fils de la reine Victoria, le prince Léopold aurait accroché le croquis à la plume et à l'encre de Frank Miles de Lillie dans sa chambre à coucher et que sa mère l'aurait fait immédiatement enlever.
Un autre invité de la réception de Sir John et Lady Sebright est Sir John Everett Millais, également originaire de Jersey, qui peint plus tard son portrait. Le surnom de Lillie, « Jersey Lily », vient de la fleur de lys de Jersey (Amaryllis belladonna), symbole de Jersey. Son surnom est popularisé par le portrait de Millais, intitulé A Jersey Lily. D'après la légende, les deux natifs de Jersey se parlent Jersiais pendant les séances. Le tableau suscite un grand intérêt lorsqu'il est exposé à la Royal Academy et doit être encordé pour éviter d'être endommagé par la foule. Lillie est représentée tenant un lys de Guernesey (Nerine sarniensis) sur le tableau plutôt qu'un lys de Jersey, car ils n'en avaient pas à disposition pendant la séance.
Un ami de Millais, Rupert Potter (le père de Beatrix Potter), est un photographe amateur passionné qui prend des photos de Lillie lorsqu'elle rend visite à Millais en Écosse en 1879. Elle pose également pour Sir Edward Poynter et est représentée dans des œuvres de Sir Edward Burne-Jones. Elle devient très recherchée parmi la société londonienne et les invitations commencent à affluer. Sa renommée atteint rapidement l'attention de la famille royale.
Ellen Terry écrit : « J'ai vu Mme Langtry en tenue de soirée pour la première fois, et pour la première fois j'ai réalisé à quel point elle était belle. Son cou et ses épaules m'ont tellement aborbée que je ne pouvais ni parler ni écouter [...] Cette créature si ravissante et si exquise, Mme Langtry, ne pouvait sortir nulle part, à l'aube des années 1880, sans qu'une foule ne vienne la regarder ! Il n'était pas rare de voir un attroupement, d'en demander la cause, de recevoir la réponse : "Mme Langtry !" et de chercher en vain l'objet de la curiosité admirative de l'attroupement ».

### Maîtresse royale

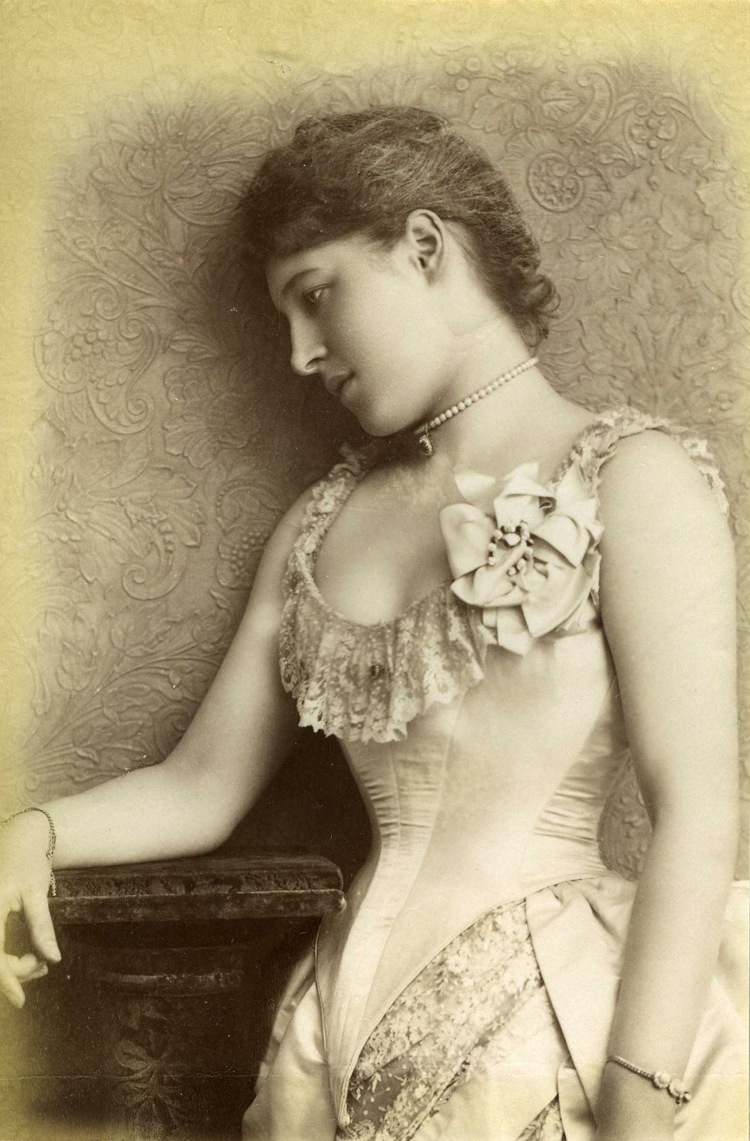
Portrait de Lillie Langtry en août 1885 par William Downey.

Le prince de Galles, Albert Edward « Bertie », futur Édouard VII, s'arrange pour s'asseoir à côté de Lillie lors d'un dîner donné par Sir Allen Young le 24 mai 1877. Le mari de Lillie, Edward, est assis à l'autre bout de la table. Bien que le prince soit marié à la princesse Alexandra de Danemark et ait six enfants, il est de notoriété publique un coureur de jupons. Il s'éprend de Lillie, qui devient rapidement sa maîtresse. Elle est présentée à la mère du prince, la reine Victoria. La princesse Alexandra ne montre jamais sa jalousie à propos des infidélités de son mari et accepte Lillie.
La liaison de Lillie avec le prince dure de la fin de l'année 1877 à juin 1880. La relation physique de Lillie avec le prince prend fin lorsqu'elle tombe enceinte. Le père est probablement son vieil ami Arthur Jones, qui l'accompagne à Paris pour la naissance de l'enfant, Jeanne Marie, en mars 1881,.
En juillet 1879, Lillie entame une liaison avec le comte de Shrewsbury. En janvier 1880, Lillie et le comte prévoient de s'enfuir ensemble. À l'automne 1879, le journaliste à scandales Adolphus Rosenberg écrit dans Town Talk que des rumeurs circulent selon lesquelles son mari divorcerait d'elle et cite, entre autres, le prince de Galles comme codéfendeur. Rosenberg écrit également sur Patsy Cornwallis-West (en). Le mari de cette dernière le poursuit pour diffamation. Le prince de Galles charge son avocat George Lewis de le poursuivre également. Rosenberg plaide coupable aux deux chefs d'accusation et est condamné à deux ans de prison.
Pendant quelque temps, le prince voit peu Lillie. Il reste amoureux d'elle et la complimente dans sa carrière ultérieure d'actrice de théâtre. Il utilise son influence pour l'aider et l'encourager. Avec le retrait de la faveur royale, les créanciers se rapprochent de Lillie. Les finances des Langtry ne sont pas à la hauteur de leur train de vie. En octobre 1880, Lillie vend plusieurs de ses biens pour faire face à ses dettes, permettant à Edward Langtry d'éviter une déclaration de faillite.

### Fille
En avril 1879, Langtry a une courte liaison avec le prince Louis de Battenberg, mais a également une relation plus longue avec Arthur Clarence Jones (1854–1930), le frère de sa belle-sœur et un autre enfant illégitime de Lord Ranelagh. En juin 1880, elle tombe enceinte. Son mari n'est pas le père. Elle laisse penser au prince Louis qu'il l'est. Lorsque le prince annonce la nouvelle à ses parents, ils l'affectent au navire de guerre HMS Inconstant. Le prince de Galles lui remet une somme d'argent et Lillie part à Paris, accompagnée d'Arthur Jones. Le 8 mars 1881, elle donne naissance à une fille qu'elle nomme Jeanne Marie. Celle-ci est élevée par ses grands-parents comme l'une de leurs enfants. Elle appelle Lillie « ma tante » jusqu'à l'âge de 14 ans.
La découverte en 1978 des lettres passionnées de Lillie à Arthur Jones et leur publication par Laura Beatty en 1999 confortent l'idée que Jones est le père de la fille de Lillie. Le fils du prince Louis, le comte Mountbatten de Birmanie, soutient que son père est le père de Jeanne Marie.
Lillie reconnaît sa fille à la mort de son mari en 1897. Peu après, alors qu'elle croit que son père est Edward Langtry, elle apprend la véritable identité de son père de la bouche de Margot Asquith. Jeanne-Marie se sent trahie par sa mère, et leur relation en pâtit.
En 1902, Jeanne Marie épouse le politicien écossais Sir Ian Malcolm à Saint Margaret, Westminster. Ils ont quatre enfants, trois fils et une fille. Jeanne Marie meurt en 1964. Sa fille Mary Malcolm est l'une des deux premières présentatrices du service de télévision de la BBC (aujourd'hui BBC One) de 1948 à 1956. Elle meurt le 13 octobre 2010, à l'âge de 92 ans. Le deuxième fils de Jeanne Marie, Victor Neill Malcolm, épouse l'actrice anglaise Ann Todd. Ils divorcent à la fin des années 1930. Victor Malcolm se remarie en 1942 avec une Américaine, Mary Ellery Channing.

### Carrière d'actrice et directrice de théâtre

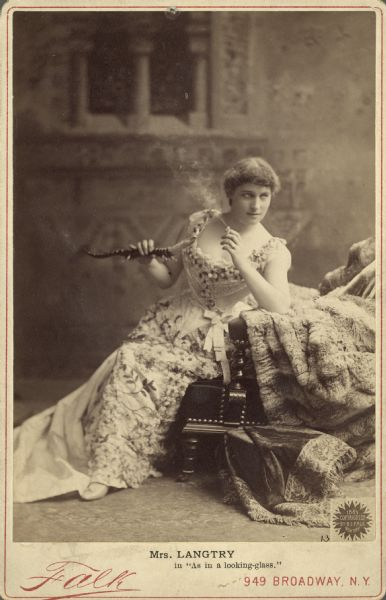
Lillie Langtry dans le rôle de l'aventurière Lena Despard dans la pièce de 1887 As in a Looking-Glass.

En 1881, Lillie a besoin d'argent. James McNeill Whistler lui propose de se mettre à la peinture, tandis que Frank Miles lui conseille l'horticulture. Son ami proche Oscar Wilde s'insurge : cela « contraindrait le Lys à fouler les champs avec des bottes boueuses ». Il lui suggère alors de monter sur scène et Lillie se lance dans une carrière théâtrale. Il lui présente Henrietta Labouchère (en), une actrice à la retraite et directrice de théâtre, épouse du député libéral Henry Labouchère. Lillie auditionne pour la première fois pour une production amateur caritative à la mairie de Twickenham le 19 novembre 1881. C'est une comédie à deux personnages intitulée A Fair Encounter, avec Henrietta Labouchère dans l'autre rôle. Lillie juge sa performance ratée et se promet de ne plus remonter sur scène. Henriette Labouchère l'encourage à continuer, et décide de la former davantage au métier. Lillie fait donc ses débuts devant le public londonien, jouant Kate Hardcastle dans She Stoops to Conquer au Haymarket Theatre de West End en décembre 1881. La critique est mitigée, mais elle est acclamée par le public. Un bon mot moqueur circule sur le jeu d'acteur de Lillie, comparée à la grande actrice polonaise Helena Modjeska : « Quelle est la différence entre Mme Modjeska et Lillie Langtry ? L'une est un Poteau (Pole voulant dire à la fois « polonais(e) » et « poteau » en anglais), et l'autre un Bâton ». Lors d'un souper, Helena est assise près de Lillie Langtry et souligne son extraordinaire beauté, admirant notamment son « cou et ses épaules parfaits ». Lorsque Lilie arrive dans les coulisses d'une représentation de Roméo et Juliette, Helena l'encourage à jouer.
Elle joue ensuite dans Ours au même théâtre. Bien que sa liaison avec le prince de Galles soit terminée, il soutient sa nouvelle entreprise en assistant à plusieurs de ses performances et en aidant à attirer un public.
Au début de 1882, Lillie quitte la troupe du Haymarket et crée sa propre compagnie, avec laquelle elle fait une tournée au Royaume-Uni avec diverses pièces. Elle est encore sous la tutelle d'Henrietta Labouchère. L'impresario américain Henry Abbey organise une tournée aux États-Unis pour Lillie. Elle arrive en octobre 1882, accueillie par la presse et Oscar Wilde, à New York pour une tournée de conférences. Sa première apparition est très attendue, mais le théâtre brûle la veille de l'ouverture. Le spectacle déménage dans un autre lieu et ouvre la semaine suivante. Finalement, sa société de production commence une tournée de part et d'autre des États-Unis, qui se termine en mai 1883 avec « gros bénéfices ». Avant de quitter New York, elle rompt avec Henrietta Labouchère, à cause de sa relation avec Frederick Gebhard (en), un jeune Américain fortuné. Sa première tournée aux États-Unis (accompagnée par Gebhard) est un énorme succès, qu'elle reprend les années suivantes. Alors que la critique attaque généralement ses interprétations de rôles comme Pauline dans The Lady of Lyons ou Rosalinde dans As You Like It, le public l'adore. Après son départ de New-York en 1883, Lillie s'inscrit au Conservatoire de Paris pour une formation intensive de trois mois afin d'améliorer sa technique d'actrice : elle est coachée par François-Joseph Regnier, retraité de la Comédie Française et professeur au Conservatoire.
En 1889, elle interprète le rôle de Lady Macbeth dans Macbeth de Shakespeare. En 1903, elle joue aux États-Unis dans The Crossways, écrit par elle en collaboration avec J. Hartley Manners (en), mari de l'actrice Laurette Taylor. Elle retourne aux États-Unis pour des tournées en 1906 et de nouveau en 1912, apparaissant dans un vaudeville. Elle apparaît pour la dernière fois sur scène en Amérique en 1917. Plus tard cette année-là, elle fait sa dernière apparition au théâtre à Londres.
De 1900 à 1903, avec le soutien financier d'Edgar Israel Cohen (en), Lillie devient locatrice et directrice de l'Imperial Theatre de Londres, qui ouvre le 21 avril 1901, à la suite d'une importante rénovation. Sur le site du théâtre se trouve maintenant le Westminster Central Hall.
Dans un film sorti en 1913 réalisé par Edwin S. Porter, Lillie joue aux côtés de Sidney Mason dans le rôle de Mme Norton dans His Neighbor's Wife.

### Oscar Wilde

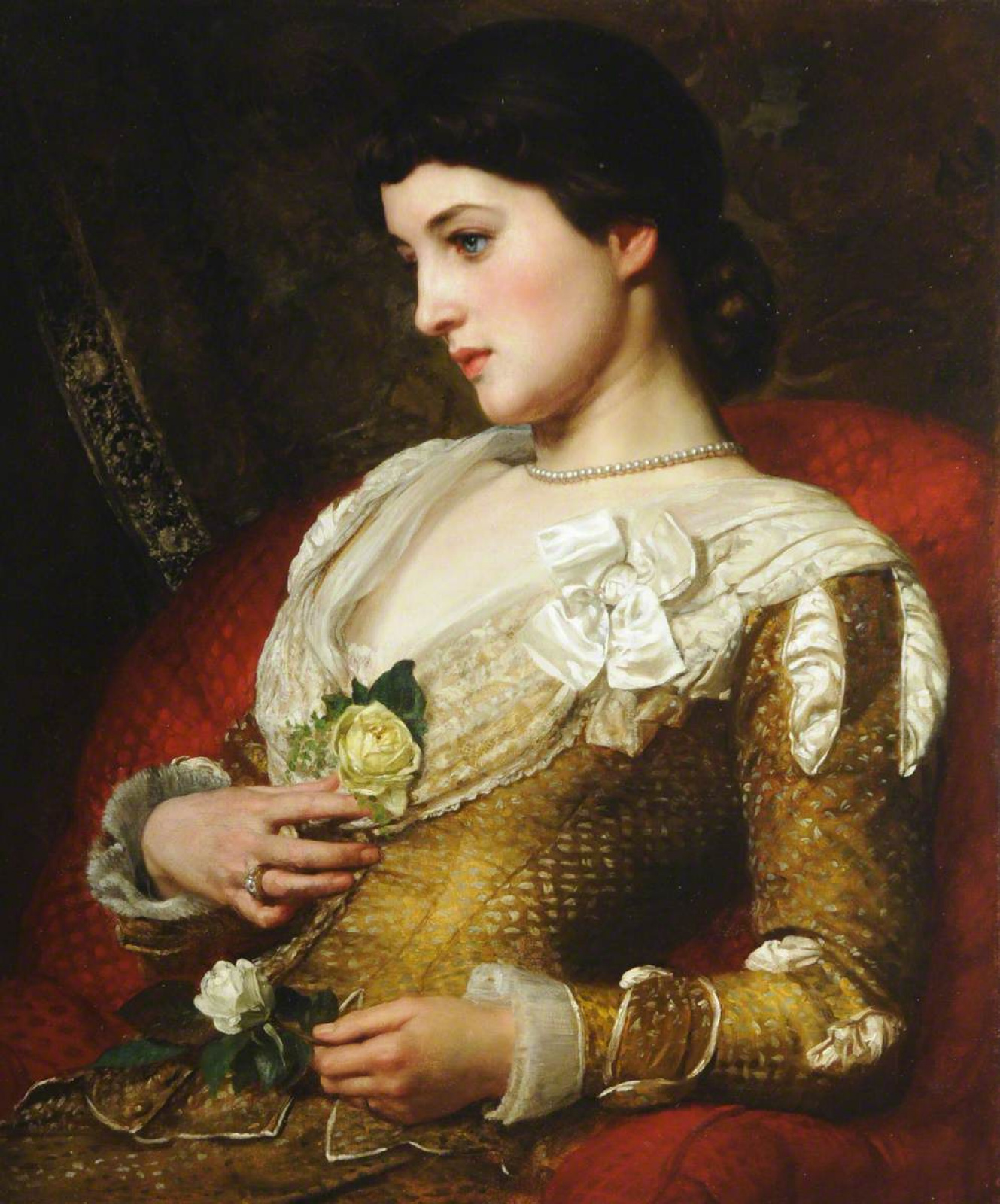
Portrait de Lillie Langtry par Edward Poynter, réalisé en 1878.

Lillie rencontre Oscar Wilde chez Frank Miles en 1876 : il a 22 ans, elle 23. Ils deviennent inséparables. Oscar Wilde décrit son visage ainsi :
« Il est pûrement grec, avec le front grave et bas, le front délicieusement arqué ; le noble ciselage de la bouche, façonné comme s'il s'agissait de l'embouchure d'un instrument de musique ; la courbure suprême et splendide de la joue ; la gorge hypostyle et noble qui porte le tout : il est grec, parce que les lignes qui le composent sont si nettes et si fortes, et pourtant si délicieusement en harmonie, que l'effet est d'une beauté pure et simple : grec, parce que son essence et sa qualité, comme est la qualité de la musique et de l'architecture, est celle de la beauté fondée sur des lois absolument mathématiques ».
L'ami et biographe d'Oscar Wilde Vincent O' Sullivan prête une liaison à Oscar et Lillie. Bien que Lillie admire l'éloquence et le style d'Oscar, il est peu probable qu'elle soit un jour sa maîtresse. Oscar Wilde emménage avec Frank Miles à Tite Street en 1879. Sa chambre est décorée par « une multitude de lys blancs, des portraits de Mme Langtry, des encadrements de plumes de paon et des pots colorés, des tableaux de valeurs différentes ». Lillie prête à Oscar le portrait qu'a fait d'elle Edward Poynter : il l'expose solennellement sur un chevalet dans sa chambre. Oscar Wilde promet d'écrire à Lillie des sonnets jusqu'à ses 90 ans. Elle lui inspire notamment « The New Helen » et « Roses and Rue (To L. L.) ». Il lui offre fréquemment des amaryllis et des lys, qu'il achète sur les marchés de fleurs de Covent Garden. Lorsqu'il publie son recueil Poems en 1881, Oscar offre un exemplaire à Lillie, signé « A Hélène, précédemmant de Troie, maintenant de Londres ».
Ils assistent ensemble aux conférences de Sir Charles Newton sur les antiquités grecques au King's College. Oscar la présente à John Ruskin, titulaire de la chaire Slade pour l'enseignement des beaux-arts à Oxford.
Un soir où elle est sortie, Oscar Wilde, dans un geste théâtral, décide de dormir sur le pas de sa porte. Edward Langtry ivre « met fin à ses rêves poétiques en trébuchant sur lui ». Les attentions marquées d'Oscar l'amusent la plupart du temps, mais elle finit par s'en agacer : « bien que Wilde ait un sens aigu du ridicule, il le frôle parfois inconsciemment lui-même ». Lillie peut parfois se montrer blessante. Un soir, alors qu'elle est assise dans sa loge au théâtre, elle remarque une agitation dans les parterres et voit Oscar en sortir en larmes, accompagné par Frank Miles : il a été blessé par sa dernière « remarque franche » et ne peut supporter son regard.
En 1892, Oscar Wilde écrit le rôle principal de Mme Erlynne dans Lady Windermere's Fan pour Lillie. Mme Erlynne est une femme entre deux âges d'une grande beauté, réputée amorale, ayant abandonné sa fille à la naissance. Lillie décline le rôle : « Mon cher Oscar, suis-je assez vieille pour avoir une fille adulte ? ». Oscar Wilde s'inspire de cette déclaration pour faire dire à Mme Erlynne : « D'ailleurs, mon cher Windermere, comment diable pourrais-je passer pour une mère avec une fille adulte ? Margaret a vingt et un ans, et je n'ai jamais admis que j'en avais plus de vingt-neuf, ou trente tout au plus ». Le rôle est finalement interprété par Marion Terry.

### William Ewart Gladstone
Au cours de sa carrière au théâtre, elle se lie d'amitié avec William Ewart Gladstone (1809–1898), Premier ministre britannique à quatre reprises sous le règne de la reine Victoria. Dans ses mémoires, Lillie écrit qu'elle rencontre Gladstone pour la première fois lorsqu'elle pose pour son portrait au studio de Millais. Ils deviennent amis et il devient un mentor pour elle. Il lui dit : « Dans votre carrière professionnelle, vous recevrez des attaques, personnelles et critiques, justes et injustes. Supportez-les, ne répondez jamais et, surtout, ne vous précipitez jamais pour vous expliquer ou vous défendre ».
En 1925, le capitaine Peter Emmanuel Wright publie un livre intitulé Portraits and Criticisms. Dans cet ouvrage, il affirme que Gladstone avait de nombreuses relations extraconjugales, dont une avec Lillie. Le fils de Gladstone, Herbert Gladstone, écrit une lettre qualifiant Wright de menteur, de lâche et d'imbécile. Wright le poursuit en justice. Au cours du procès, un télégramme, envoyé par Lillie de Monte-Carlo, est lu au tribunal disant : « Je rejette fermement les accusations calomnieuses de Peter Wright ». Le jury se prononce contre Wright, affirmant que « l'essentiel de la lettre de l'accusé du 27 juillet est vrai » et que les preuves confirment le sens moral élevé de feu Gladstone

### Courses de pur-sang
Pendant près d'une décennie, de 1882 à 1891, Lillie entretient une relation avec un Américain, Frederick Gebhard (en), décrit comme un jeune clubman, sportif, propriétaire de chevaux. Il hérite de sa fortune : son grand-père maternel Thomas E. Davis (en) est l'un des propriétaires immobiliers les plus riches de New York à l'époque. Son grand-père paternel, le néerlandais Frederick Gebhard, arrive à New York en 1800 et développe une entreprise commerciale étendue aux actions bancaires et ferroviaires. Le père de Gebhard meurt quand il a 5 ans, et sa mère quand il a environ 10 ans. Lui et sa sœur, Isabelle, sont élevés par un tuteur, l'oncle paternel William H. Gebhard.
Avec Gebhard, Lillie se lance dans les courses de chevaux. En 1885, elle et Gebhard achètent une écurie de chevaux américains pour courir en Angleterre. Le 13 août 1888, Lillie et Gebhard voyagent dans sa voiture privée attachée au train express Erie Railroad à destination de Chicago. Un autre wagon transporte 17 de leurs chevaux lorsqu'il déraille à Shohola, en Pennsylvanie, à 1h40 du matin. Roulant sur un talus de 80 pieds (24 m), il prend feu. Une personne meurt dans l'incendie, ainsi que le coureur champion de Gebhard, Eole, et 14 chevaux de course appartenant à elle et à Gebhard. Deux chevaux survivent, dont Saint-Sauveur, frère d'Eole. Il est nommé pour l'église Saint-Sauveur de Jersey, où le père de Lillie est recteur et où elle a choisi d'être enterrée à sa mort. Malgré les rumeurs, Lillie et Gebhard ne se marient jamais. En 1895, il épouse Lulu Morris de Baltimore dont il divorce en 1901. En 1905, il épouse Marie Wilson. Il meurt en 1910.

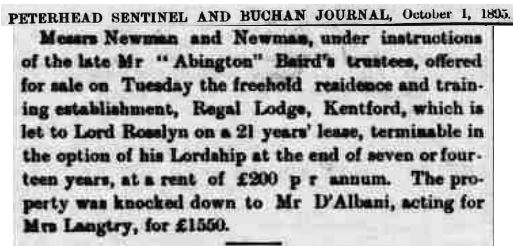
Lillie Langtry achète Regal Lodge (dans le village de Kentford, près de Newmarket dans le comté de Suffolk) à Baird en 1893.

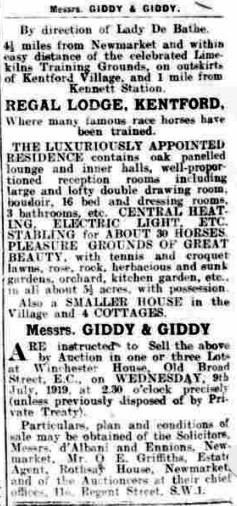
Vente de Regal Lodge en 1919.

En 1889, Lillie rencontre « un jeune célibataire excentrique, avec de vastes domaines en Écosse, un grand haras d'élevage, une écurie de course, et tellement d'argent qu'il ne savait qu'en faire » : George Alexander Baird (en), connu sous le nom Squire Abington. Il hérite de la richesse de son grand-père qui, avec sept de ses fils, prospère grâce aux travaux du charbon et du fer. Le père de Baird meurt quand il est encore un jeune garçon, lui laissant une fortune en fiducie. De plus, il hérite des biens de deux oncles riches morts sans enfant.
Lillie et Baird se rencontrent sur un hippodrome où celui-ci lui donne un pourboire et l'argent de la mise à placer sur un cheval. Le cheval gagne et, plus tard lors d'un déjeuner, Baird lui offre également un cheval nommé Milford. Elle hésite, mais d'autres personnes à la table lui conseillent d'accepter, car ce cheval est un bon coureur. Le cheval remporte plusieurs courses sous les couleurs de Lillie. Il est enregistré comme étant la propriété de « Mr Jersey » car les femmes sont exclues de l'enregistrement des chevaux à cette époque. Lillie entame une relation avec Baird de 1891 jusqu'à sa mort en mars 1893.
À la mort de Baird, Lillie achète deux de ses chevaux, Lady Rosebery et Studley Royal, lors de la vente de dispersion du domaine. Elle déménage sa formation dans les écuries de Sam Pickering à Kentford House et choisit Regal Lodge comme résidence dans le village de Kentford, près de Newmarket dans le Suffolk. Le bâtiment est tout près de l'établissement d'élevage de chevaux de course originaires de Baird, depuis rebaptisé Meddler Stud.
Lillie a pour mentor le capitaine James Octavius Machell (en) et Joe Thompson, qui la conseillent sur toutes les questions liées à la course. Lorsque son entraîneur Pickering ne fournit pas de résultats, elle place ses 20 chevaux sous la responsabilité de Fred Webb à Exning. En 1899, James Machell vend ses écuries de Newmarket au colonel Harry McCalmont (en), un riche propriétaire de chevaux de course, beau-frère de Lillie, ayant épousé la sœur d'Hugo de Bathe, Winifred en 1897. Il est également lié au premier mari de Lillie, Edward, dont le grand-père propriétaire de navires, George, s'est lié par mariage à la famille de Callwell du comté d'Antrim, liée aux McCalmont.
Elle achète un bon cheval en Australie appelé Merman, et le fait expédier en Angleterre. De tels envois sont risqués, d'autant qu'elle a déjà eu une mauvaise expérience avec un cheval arrivé blessé, Maluma. Merman est considéré comme l'un des meilleurs stayers (en). Il remporte le Lewes Handicap, le Cesarewitch Handicap (en), la British Champions Long Distance Cup, les Goodwood Stakes, la Goodwood Cup et l'Ascot Gold Cup (avec Tod Sloan (en)). Lillie remporte une deuxième victoire au Cesarewitch avec Yentoi et une troisième place avec Raytoi. Un cheval importé de Nouvelle-Zélande appelé Uniform remporte le Lewes Handicap.
Les autres entraîneurs de Lillie sont Jack Robinson, qui entraîne à Foxhill dans le Wiltshire, et le très jeune Fred Darling dont le premier grand succès est le Cesarewitch avec Yentoi en 1908.
Lillie possède un haras à Gazely à Newmarket. Cette entreprise n'est pas un succès. Après quelques années, elle abandonne l'élevage de sang. Elle vend Regal Lodge et tous ses actions dans la course hippique en 1919 avant de déménager à Monaco. Regal Lodge est sa maison pendant vingt-trois ans et reçoit de nombreux invités célèbres, dont le prince de Galles.

### Citoyenneté américaine et divorce
En 1888, Lillie devient propriétaire aux États-Unis lorsqu'elle et Frederick Gebhard (en) achètent des ranchs adjacents dans le comté de Lake, en Californie. Sur une superficie de 4 200 acres (17 km2) dans la vallée de Guenoc, elle établit une cave produisant du vin rouge. Elle la vend en 1906. Portant le nom de Langtry Farms, la cave et le vignoble sont toujours en activité à Middletown, en Californie.
Au cours de ses voyages aux États-Unis, Lillie devient citoyenne américaine et, le 13 mai 1897, divorce de son mari, Edward Langtry, à Lakeport, en Californie. Sa propriété terrienne en Amérique est présentée comme preuve lors de son divorce pour aider à démontrer au juge qu'elle est citoyenne du pays. En juin de la même année, Edward Langtry publie une déclaration donnant sa version de l'histoire, publiée dans le New York Journal.
Il meurt quelques mois plus tard à Chester Asylum, après avoir été retrouvé par la police dans un état de démence à la gare de Crewe. Sa mort est probablement due à une hémorragie cérébrale après une chute lors d'une traversée en bateau à vapeur de Belfast à Liverpool. Il est enterré au cimetière d'Overleigh. Un verdict de mort accidentelle est rendu lors de l'enquête. Une lettre de condoléances écrite plus tard par Lillie à une autre veuve dit : « Moi aussi, j'ai perdu un mari, mais hélas ! ce n'était pas une grande perte ».
Lillie continue à s'impliquer dans les propriétés irlandaises de son mari après sa mort. Celles-ci lui sont achetées en 1928 en vertu de la loi foncière d'Irlande du Nord de 1925, adoptée après la partition de l'Irlande, dans le but de transférer certaines terres des propriétaires aux locataires,.

### Mariage à Hugo Gerald de Bathe

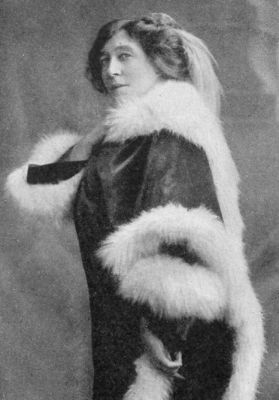
Lillie Langtry, Lady de Bathe, vers 1915.

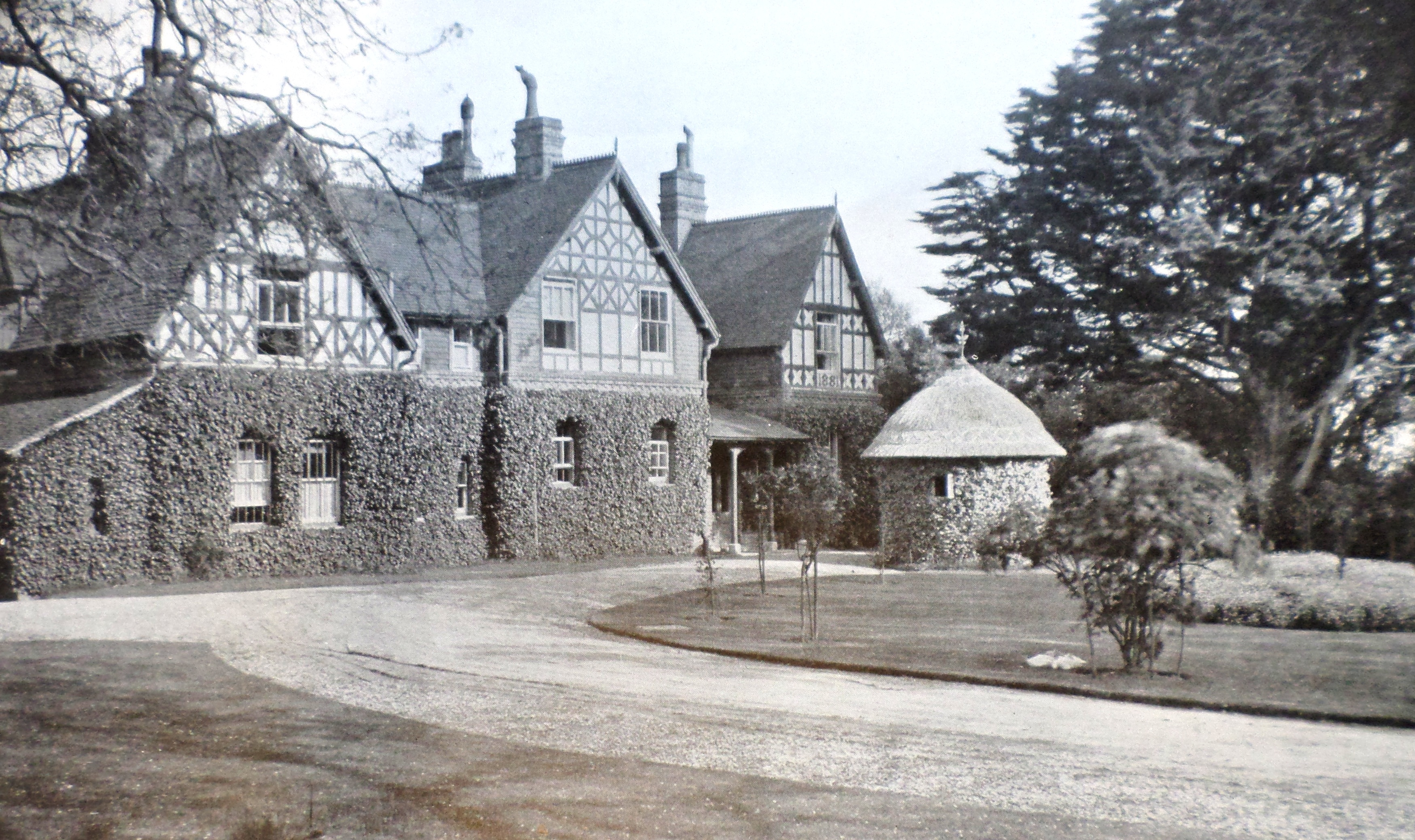
Hollandsfield à Chichester en Angleterre.

Après son divorce, la relation de Lillie au prince Paul IV Esterhazy est relatée dans la presse populaire. Ils passent du temps ensemble et s'intéressent tous les deux aux courses de chevaux. Cependant, en 1899, elle épouse Hugo Gerald de Bathe (1871–1940), 28 ans, fils de Sir Henry de Bathe, 4e baronnet et de Charlotte Clare. Les parents d'Hugo ne s'étaient initialement pas mariés, en raison des objections de la famille de Bathe. Ils vivaient ensemble et sept de leurs enfants sont nés hors mariage. Ils se marient après la mort du père de Sir Henry en 1870, et Hugo est leur premier fils né dans le mariage, faisant de lui l'héritier de la baronnie.
Le mariage entre Lillie et de Bathe a lieu à l'église Saint-Sauveur à Jersey, le 27 juillet 1899. Jeanne Marie Langtry est la seule personne présente. Le même jour, le cheval de Lillie, Merman, remporte la Goodwood Cup. En décembre 1899, de Bathe se porte volontaire pour rejoindre les forces britanniques dans la guerre des Boers. Il est affecté à la brigade Robert's Horse Mounted en tant que lieutenant. En 1907, le père d'Hugo meurt. Il devint le 5e baronnet et Lillie devint Lady de Bathe.
Lorsque Hugo de Bathe devient le 5e baronnet, il hérite de propriétés dans le Sussex, le Devon et l'Irlande. Les propriétés du Sussex se trouvent dans le hameau de West Stoke près de Chichester : Woodend, avec 17 chambres sur 71 acres, Hollandsfield, avec 10 chambres sur 52 acres et Balsom's Farm de 206 acres. Woodend est choisi comme résidence des Bathe tandis que le plus petit Hollandsfield est loué.
Aujourd'hui, les bâtiments conservent leur apparence d'époque, mais des modifications et des ajouts sont apportés, et le complexe est maintenant multi-occupants. Une des maisons du site s'appelle Langtry et une autre Hardy. Les propriétés de Bathe sont toutes vendues en 1919, la même année où Lady de Bathe vend Regal Lodge.

### Dernières années et mort

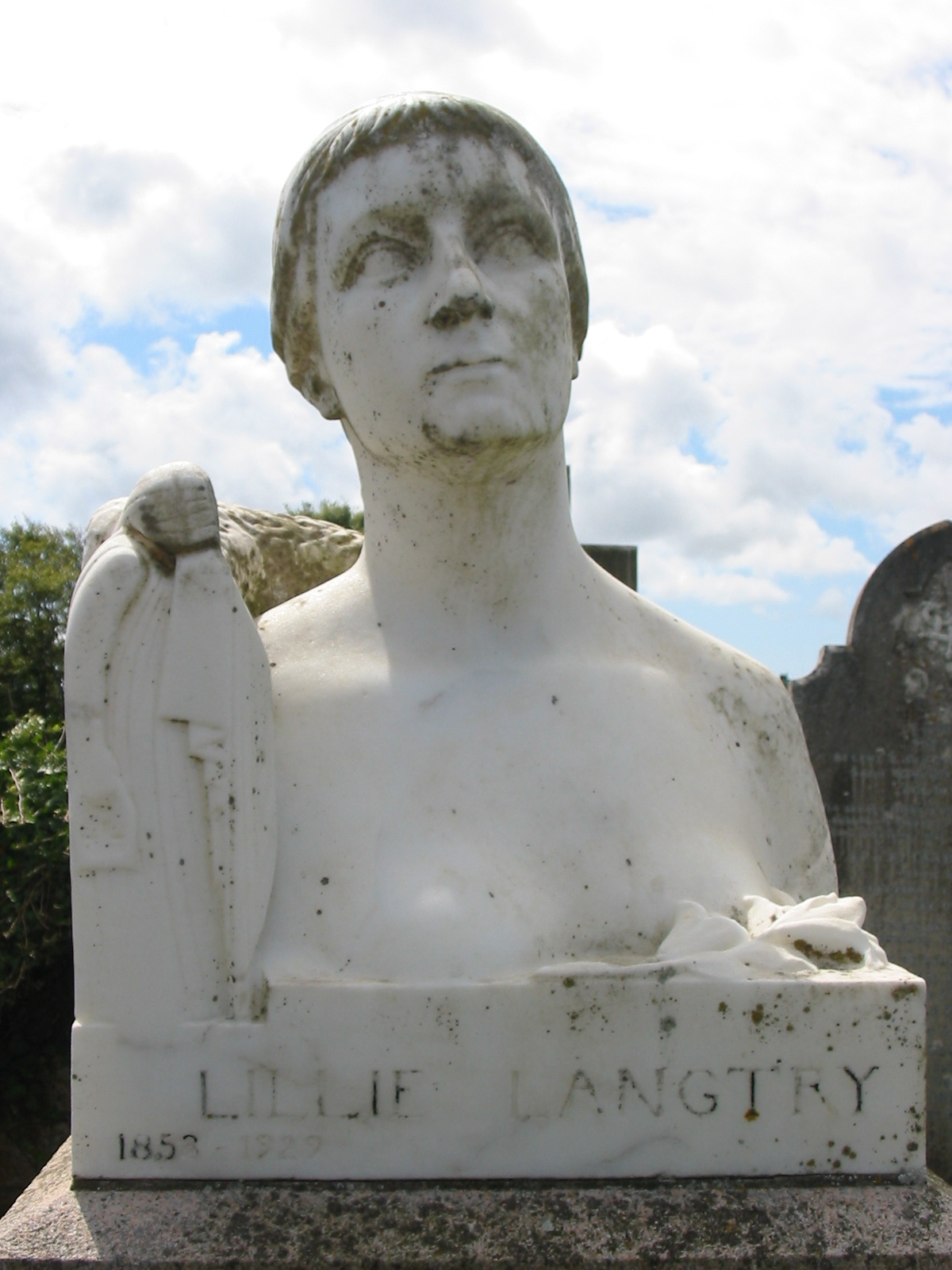
Tombe de Lillie Langtry à Saint-Sauveur, à Jersey.

Au cours de ses dernières années, Lillie, devenue Lady de Bathe, réside à Monaco tandis que son mari, Sir Hugo de Bathe, vit à Vence dans les Alpes Maritimes. Le couple se voit lors de rassemblements sociaux ou lors de brèves rencontres privées. Pendant la Première Guerre mondiale, Hugo de Bathe est ambulancier pour la Croix-Rouge française,.
La compagne la plus proche de Lillie pendant son séjour à Monaco est son amie Mathilde Marie Peat. Peat est aux côtés de Lillie pendant les derniers jours de sa vie alors qu'elle se meurt d'une pneumonie à Monte Carlo. Lillie laisse à Peat 10 000 £, la propriété monégasque connue sous le nom de Villa le Lys, des vêtements et sa voiture à moteur.
Lillie meurt à Monaco à l'aube du 12 février 1929. Elle avait demandé à être enterrée dans la tombe de ses parents à Saint-Sauveur à Jersey. En raison des blizzards, le transport est retardé. Son corps est transporté à Saint-Malo et arrive à Jersey le 22 février à bord du vapeur Saint-Brieuc. Son cercueil est exposé entouré de fleurs toute la nuit à Saint-Sauveur, puis elle est enterrée dans l'après-midi du 23 février.
Dans son testament, Lillie laisse 2 000 £ à un jeune homme nommé Charles Louis D'Albani, fils d'un avocat de Newmarket, né vers 1891. Elle laisse également 1 000 £ au Dr A. T. Bulkeley Gavin du 5 Berkeley Square, Londres, médecin et chirurgien qui traite des patients riches. En 1911, il était fiancé à l'auteure Katherine Cecil Thurston (en), décédée avant qu'ils ne puissent se marier.

## Influence culturelle et représentations

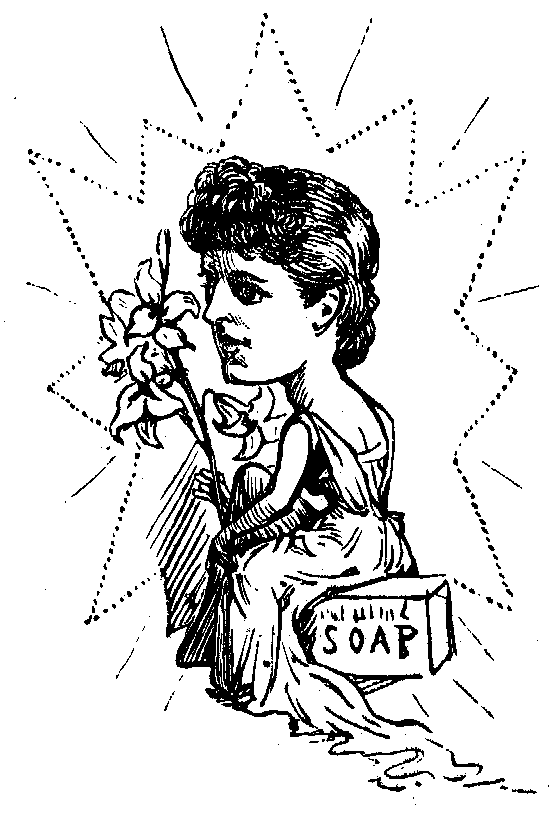
Caricature de Lillie Langtry, dans Punch, à la Noël 1890 : elle est assise sur une boîte à savon.

Lillie utilise sa grande notoriété publique pour faire la promotion de produits commerciaux tels que les cosmétiques et le savon. Elle utilise son célèbre teint ivoire pour générer des revenus, étant la première femme à faire la promotion d'un produit commercial lorsqu'elle commence à faire de la publicité pour Pears Soap en 1882. Le mouvement esthétique en Angleterre est directement impliqué dans la publicité et Pears (sous la direction du pionnier de la publicité Thomas J. Barratt (en)) recrute Lillie - peinte par des artistes esthètes - pour promouvoir leurs produits, ce qui comprend l'ajout de sa signature sur les publicités,.
Dans le film Universal de 1944 La Griffe sanglante, Lillian Gentry, la première victime de meurtre, épouse de Lord William Penrose et ancienne actrice, est une référence indirecte à Lillie Langtry.
L'histoire de la vie de Lillie est dépeinte au cinéma à de nombreuses reprises. Lilian Bond l'interprète dans Le Cavalier du désert (1940) et Ava Gardner dans Juge et Hors-la-loi (1972). Le juge Roy Bean est interprété par Walter Brennan dans le premier et par Paul Newman dans le dernier film.
En 1978, l'histoire de Lillie est adaptée à la télévision par London Weekend Television et produite sous le titre Lillie, avec Francesca Annis dans le rôle-titre. Annis joue Lillie Langtry dans deux épisodes d'Edward the Seventh produit par Associated Television (en) (ATV). Jenny Seagrove l'interprète dans le télé-film de 1991 Incident at Victoria Falls.
Lillie est un personnage vedette dans les romans Les Archives Flashman de George MacDonald Fraser, dans lesquels elle est une ancienne amante de Harry Flashman, qui la décrit comme l'un de ses rares véritables amours.
Lillie est une source d'inspiration pour Irène Adler, un personnage de la fiction Sherlock Holmes de Sir Arthur Conan Doyle. Dans A Scandal in Bohemia, Irène Adler surpasse Holmes, peut-être la seule femme à le faire.
Langtry est utilisée comme référence aux manières démodées dans la comédie de Preston Sturges The Lady Eve (1941), dans une scène où une femme corpulente laisse tomber un mouchoir sur le sol et le héros l'ignore. Jean (Barbara Stanwyck) commence à décrire, commenter et anticiper les événements que l'on voit se refléter dans son miroir à main : « Le mouchoir tombé ! Ça n'a pas été essayé depuis Lillie Langtry... il faudra le ramasser soi-même, madame... c'est dommage, mais il se fiche de la chair, il ne le verra jamais ».
Lillie Langtry est l'inspiration du single Pictures of Lily de The Who en 1967. Pete Townshend la mentionne dans ses mémoires Who I Am en 2012. Dixie Carter interprète Lillie comme le « brin de chanteuse » et l'intérêt amoureux de Brady Hawkes dans Gambler V : Playing for Keeps de Kenny Rogers en 1994, le dernier épisode de la série Gambler qui débute en 1980. Lillie est représentée comme une chanteuse et non comme une actrice, et les costumes de Dixie Carter semblent plus proches de ceux de Mae West que de ceux de Lillie.
Dans l'épisode des Simpsons L'Héritier de Burns, les auditions ont lieu au Lillie Langtry Theatre sur le domaine de Burns.
Lillie est un personnage vedette de la pièce Sherlock Holmes and the Case of the Jersey Lily de Katie Forgette. Dans cette œuvre, elle subit un chantage sur sa relation passée avec le prince de Galles, avec des lettres intimes comme preuve. Elle et Oscar Wilde emploient Sherlock Holmes et le Dr Watson pour enquêter sur l'affaire.

## Lieux en lien avec Lillie Langtry

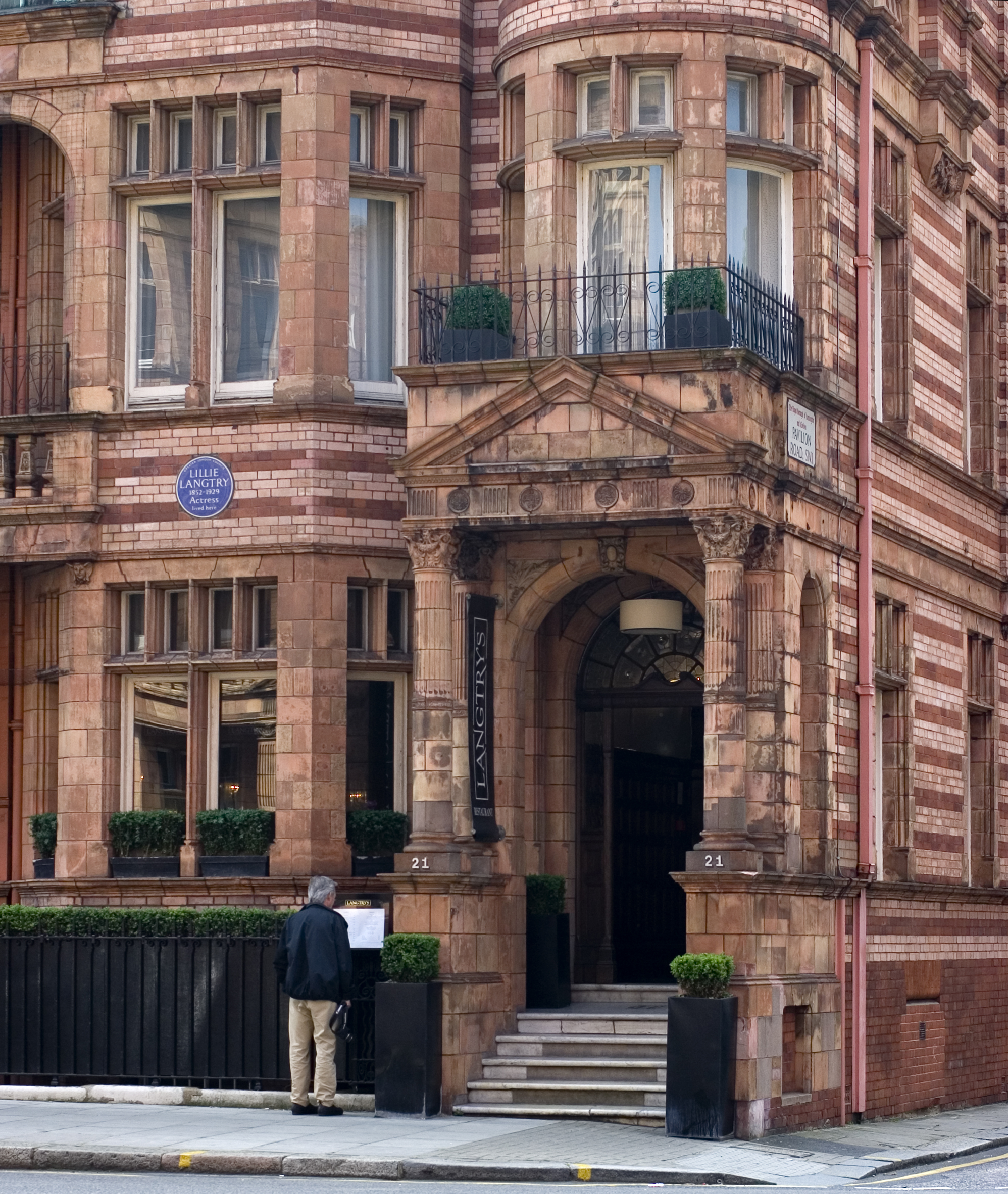
Maison de Lillie Langtry au 21 Pont Street, Chelsea, Londres.

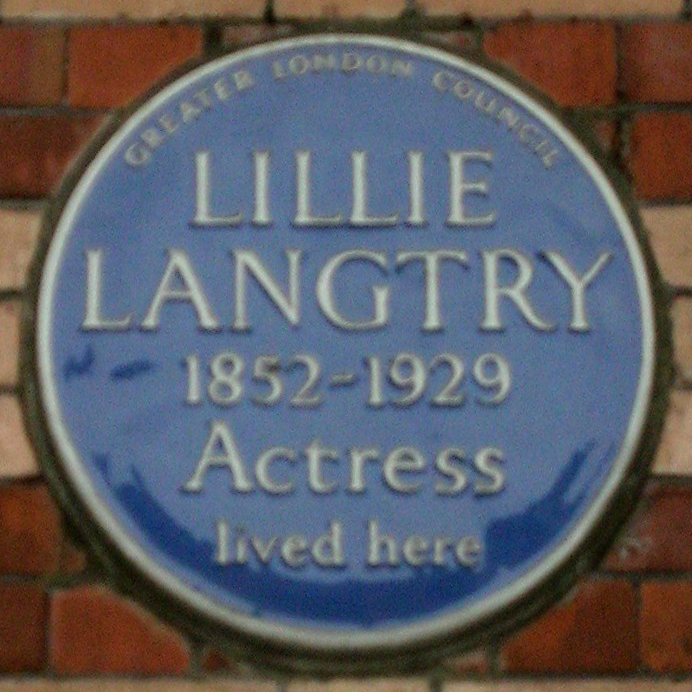
Plaque bleue commémorative sur la maison de Pont Street.

Lorsqu'ils se marient en 1874, Edward et Lillie Langtry possèdent la propriété Cliffe Lodge à Southampton, dans le Hampshire. Lillie vit au 21 Pont Street à Londres de 1890 à 1897, et engage huit serviteurs lors du recensement de 1891. Bien qu'à partir de 1895, le bâtiment soit exploité par l'hôtel Cadogan, elle reste dans son ancienne chambre. Une plaque bleue (qui indique à tort qu'elle est née en 1852) sur l'hôtel commémore sa demeure, et le restaurant de l'hôtel est nommé « Langtry's » en son honneur.
À quelques pas de Pont Street se trouve la maison où elle vit en 1899 au numéro 2 Cadogan Place. De 1886 à 1894, elle possède une maison à Manhattan au 362 West 23rd Street, un cadeau de Frederick Gebhard (en).
En 1938, les nouveaux propriétaires de la maison rouge au 26 Derby Road, Bournemouth, construite en 1877 par la militante des droits des femmes veuves et militante pour la tempérance Emily Langton (en), convertissent la grande maison en hôtel, le « Manor Heath Hotel ». Selon la légende, elle aurait été construite pour Lillie Langtry par le prince de Galles comme l'indiquerait l'inscription « ELL 1877 » dans l'une des pièces. Une plaque placée sur l'hôtel par le Conseil de Bournemouth confirme la connexion et à la fin des années 1970, l'hôtel est rebaptisé Langtry Manor. Cependant, malgré les affirmations de l'hôtel et la légende locale, aucune association réelle entre Lillie et la maison n'a jamais existé et le prince ne l'a jamais visitée.
Le 2 avril 1965, l'Evening Standard rapporte une interview de l'ancienne actrice Electra Yaras, décédée en 2010 à l'âge de 88 ans, qui, dans les années 1950, a acheté le bail de Leighton House, 103 Alexandra Road, South Hampstead, et qui affirme que Lillie a vécu dans la maison et y a été régulièrement visitée par le prince de Galles. Yaras affirme qu'elle a elle-même été visitée plusieurs fois dans la maison par le fantôme de Lillie. Le 11 avril 1971, The Hampstead News déclare que la maison a été construite pour Lillie par Lord Leighton. Ces affirmations, faites pour suggérer une importance historique pour la maison et soutenir sa préservation, sont soutenues par l'actrice Adrienne Corri et publiées dans The Times le 8 octobre 1971 et The Daily Telegraph le 9 octobre 1971. Elles reçoivent une publicité supplémentaire grâce à Anita Leslie en 1973. La maison est cependant démolie en 1971 pour faire place à l'Alexandra Road Estate. En 2021, des recherches révèlent que la maison a été construite dans les années 1860 par Samuel Litchfield et probablement nommée d'après le lieu de naissance de sa femme, Leighton Buzzard, et un long travail dans les archives locales de Dick Weindling et Marianne Colloms ne révèlent aucun lien avec Lillie Langtry. Plusieurs lieux rendent toujours hommage à Lillie dans la région, avec la Langtry Road, au large du prieuré de Kilburn, la Langtry Walk dans le domaine Alexandra et Ainsworth, le pub « Lillie Langtry » au 121 Abbey Road (construit en 1969 pour remplacer « The Princess of Wales » et brièvement appelée « The Cricketers » en 2007-2011) ainsi que « The Lillie Langtry » au 19 Lillie Road, à Fulham (bien que la route tire à l'origine son nom d'un propriétaire foncier local, John Scott Lillie).
L'adresse de Lillie à Londres de 1916 jusqu'en 1920 au moins est Cornwall Lodge, Allsop Place, Regent's Park. Elle donne cette adresse lors de la navigation sur le paquebot Saint-Paul à travers l'Atlantique en août 1916, et pour le registre électoral de Londres de 1920. Une lettre vendue aux enchères en 2014 de Lillie au Dr Harvey datée de 1918 porte également cette adresse. Lillie est une cousine du politicien local Philip Le Breton, pionnier de la préservation de Hampstead Heath, époux d'Anna Letitia Aikin (en).
Deux bars de New York rendent hommage à la mémoire de Lillie : le Lillie's Victorian Establishment. Le juge Roy Bean nomme son saloon « The Jersey Lilly », qui lui sert également de palais de justice, à Langtry, au Texas (du nom de l'ingénieur indépendant George Langtry).

## Le yacht à vapeur «White Ladye»

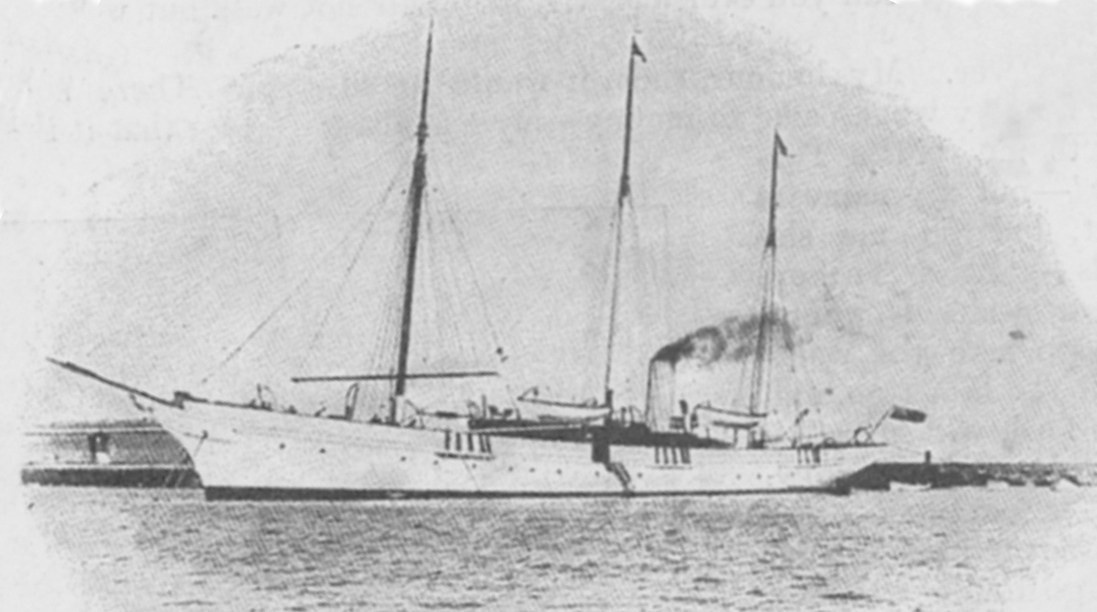
Le White Ladye.

Lillie possède un yacht auxiliaire à vapeur de luxe appelé « White Ladye » de 1891 à 1897. Le yacht est construit en 1891 pour Lord Asburton par Ramage & Ferguson de Leith, en Écosse, d'après une conception de W. C. Storey. Il a 3 mâts, mesure 204 pieds de long et 27 pieds de large et est propulsé par une machine à vapeur de 142 ch. Il s'appelle à l'origine « Ladye Mabel ».
En 1893, Ogden Goelet loue le navire de Lillie et l'utilise jusqu'à sa mort en 1897. Langtry met le « White Ladye » aux enchères en novembre 1897 au Mart, Tokenhouse Yard, à Londres. Il est vendu à l'entrepreneur écossais John Lawson Johnston (en), le créateur de Bovril. Il en est propriétaire jusqu'à sa mort à bord en 1900.
De 1902 à 1903, le yacht est enregistré dans le Lloyd's_Register comme appartenant au constructeur naval William Cresswell Gray, à Tunstall Manor, West Hartlepool, et le reste jusqu'en 1915. À la suite de cela, le Lloyd's Register enregistre qu'il est transformé en chalutier français, nommé « La Champagne » et basé à Fécamp. Il est brisé en 1935.

## Galerie

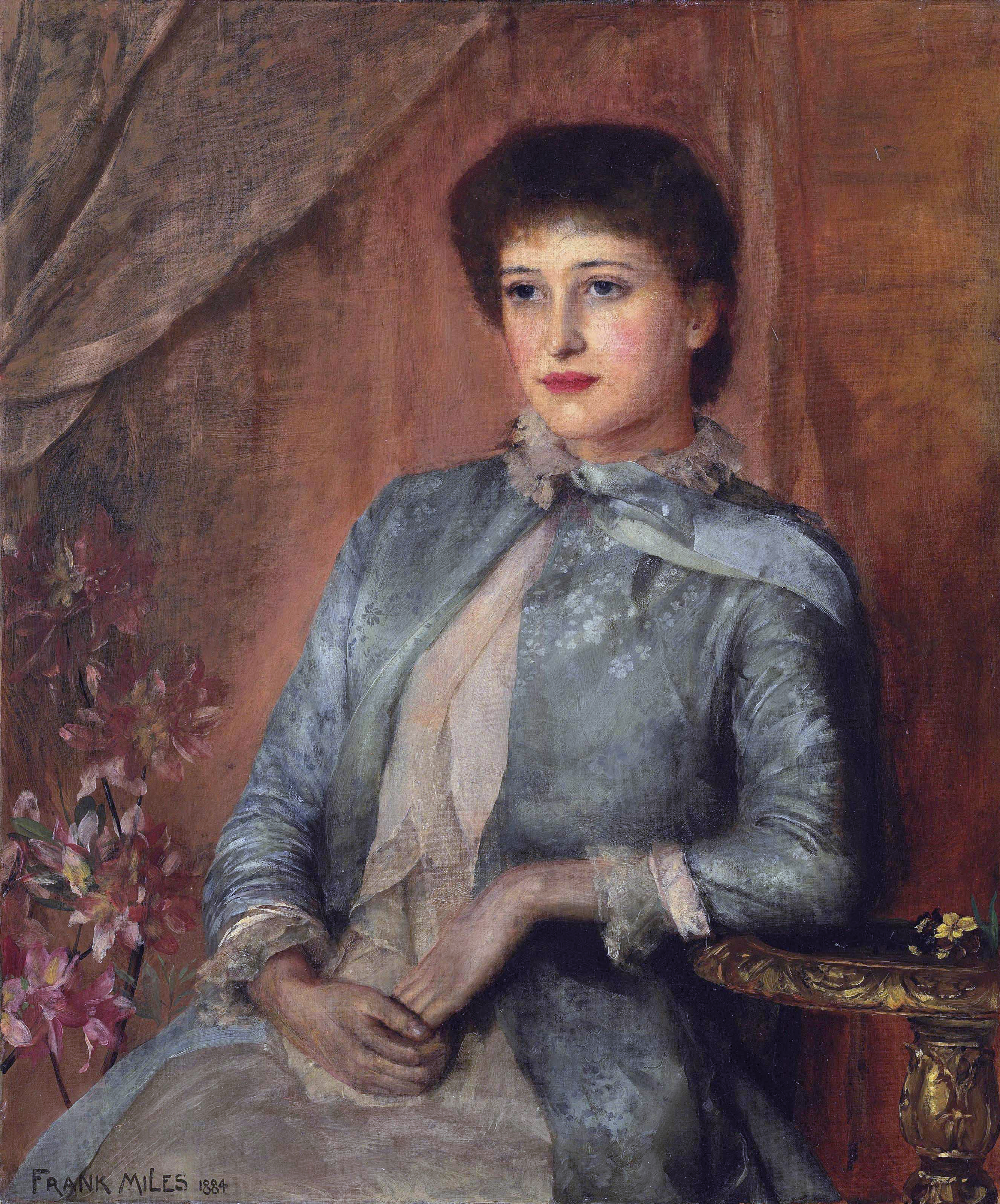
Portrait de Lillie Langtry par Frank Miles.
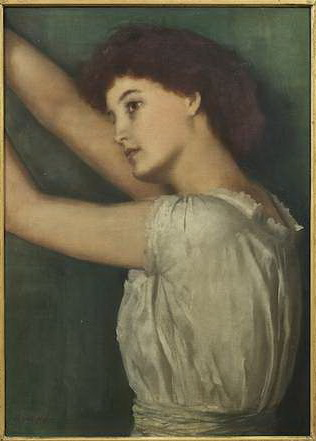
Portrait de Lillie Langry par Frank Miles.
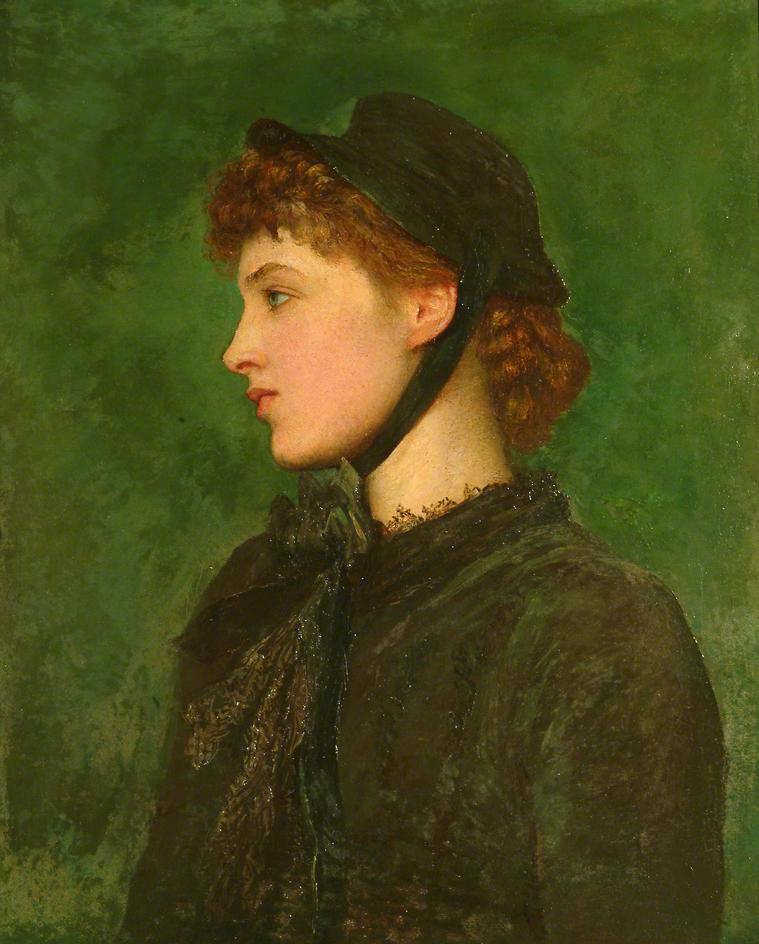
Portrait de Lillie Langtry par George Frederic Watts, en 1880.
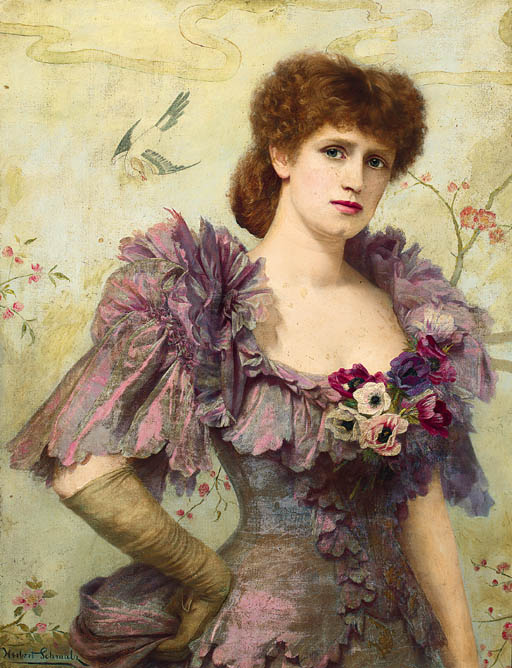
Portrait de Lillie Langtry par Herbert Gustav Schmalz.
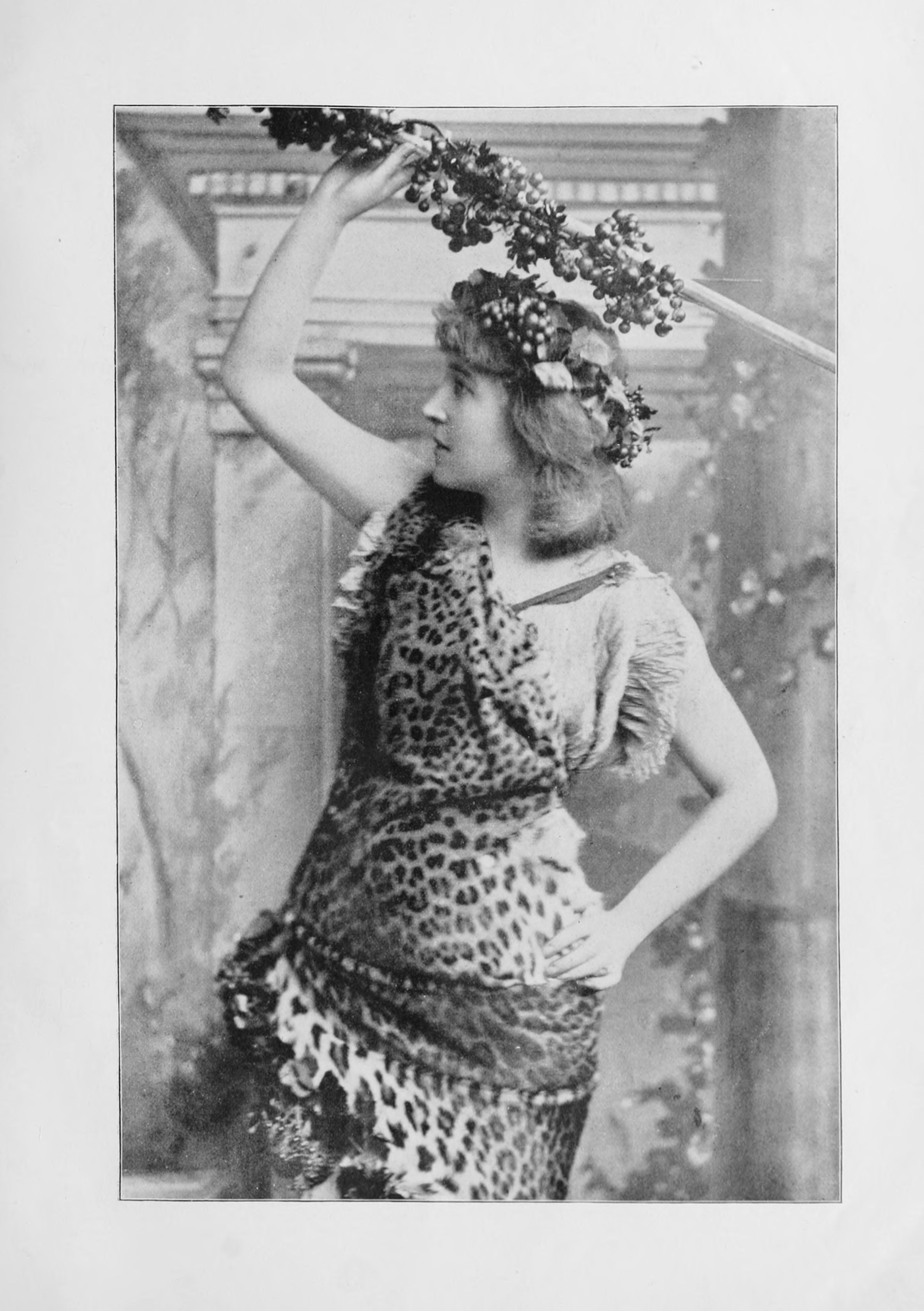
Photo de Lillie Langtry.
Photo de Lillie Langtry.
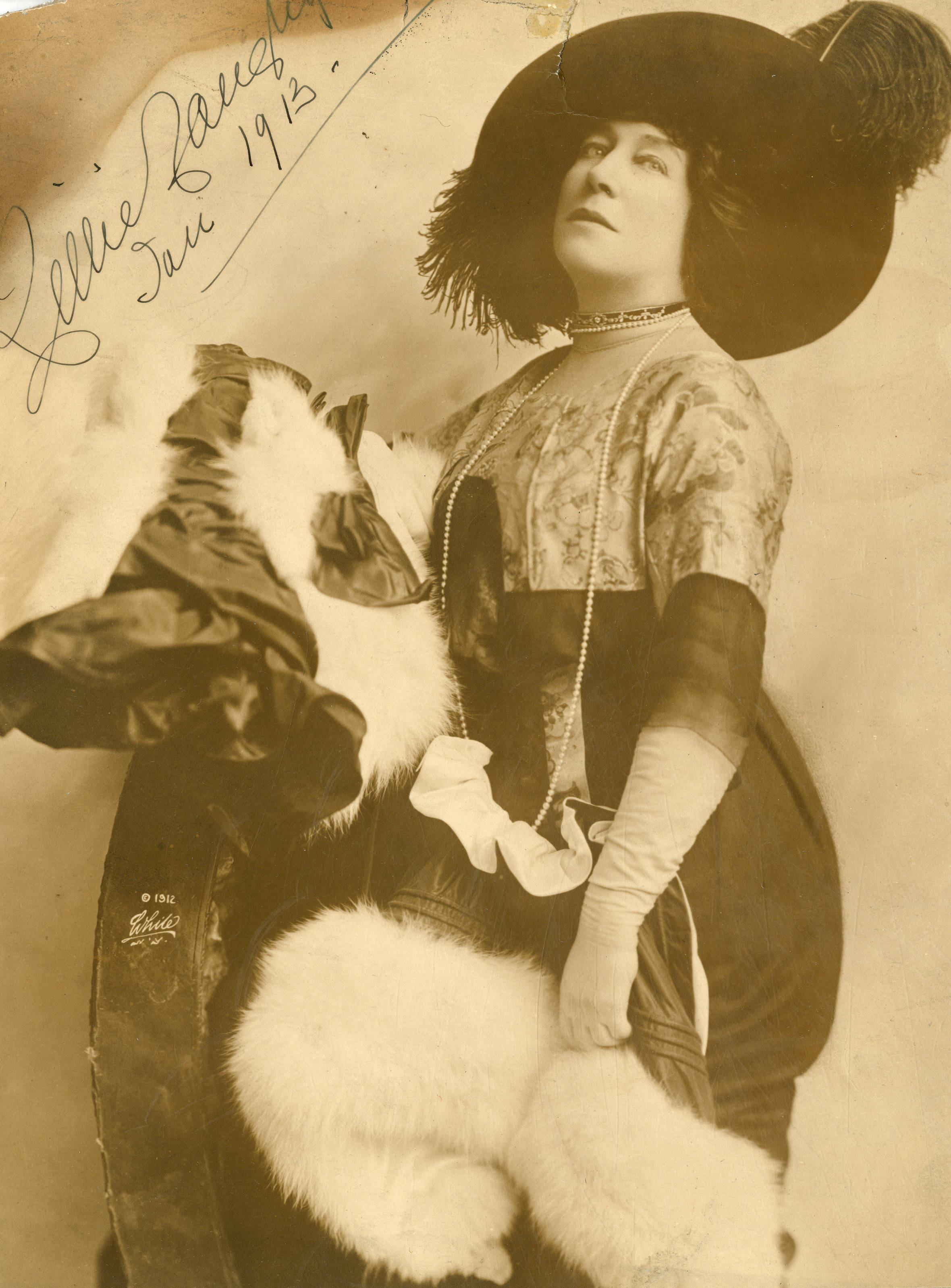
Photo de Lillie Langtry.
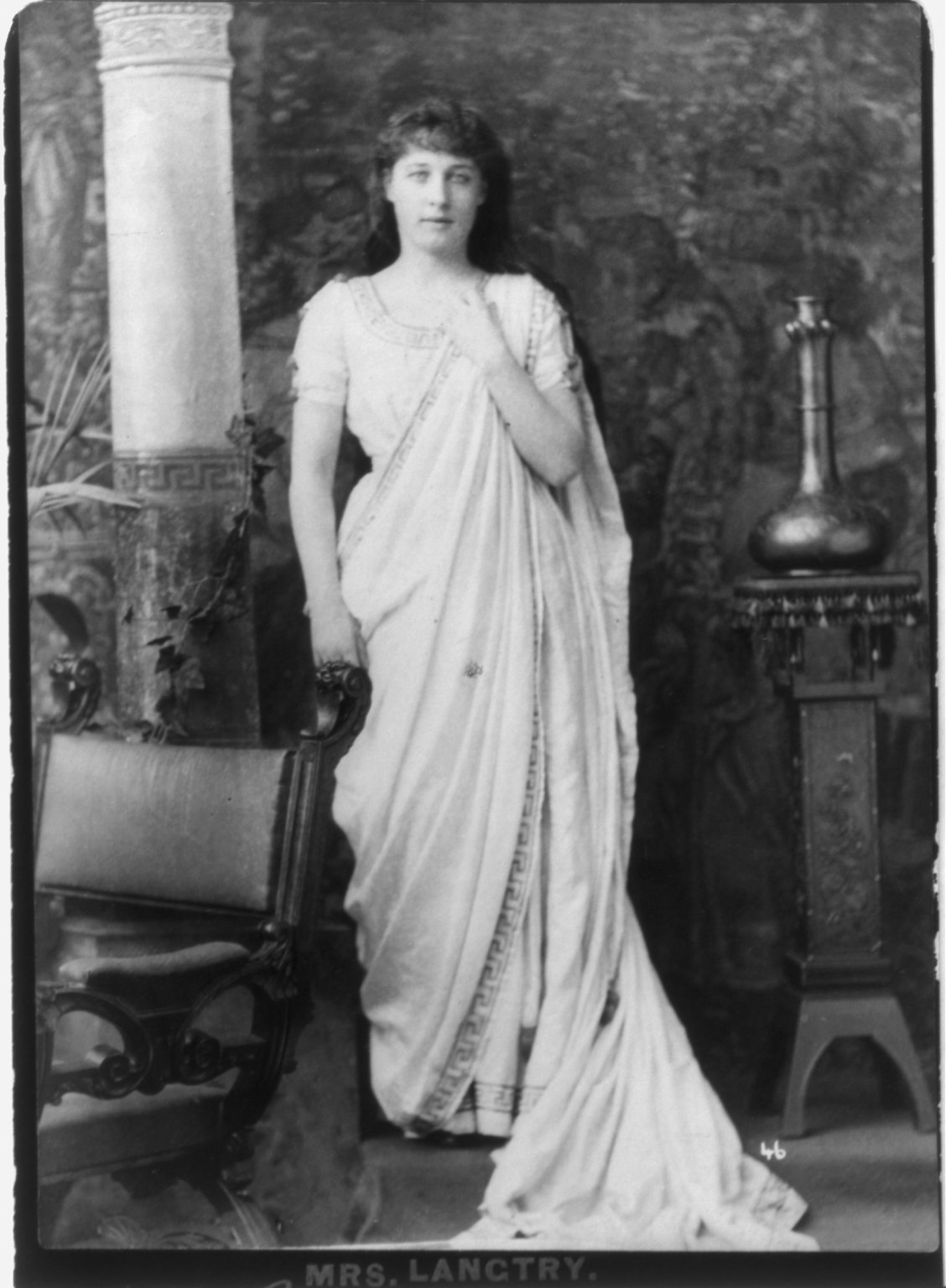
Photo de Lillie Langtry.
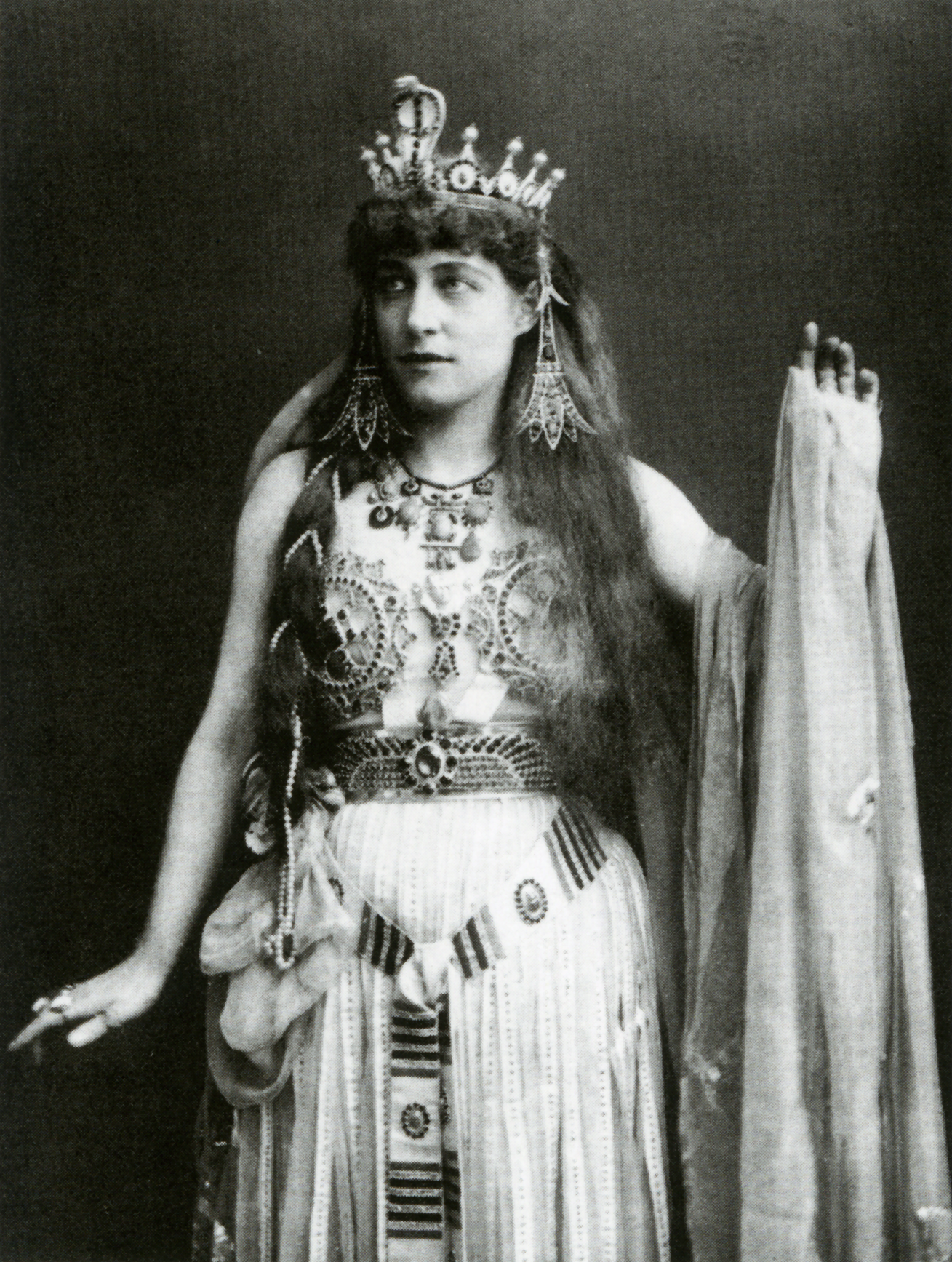
Photo de Lillie Langtry en Cléopâtre dans Antony and Cleopatra. par W. & D. Downey.
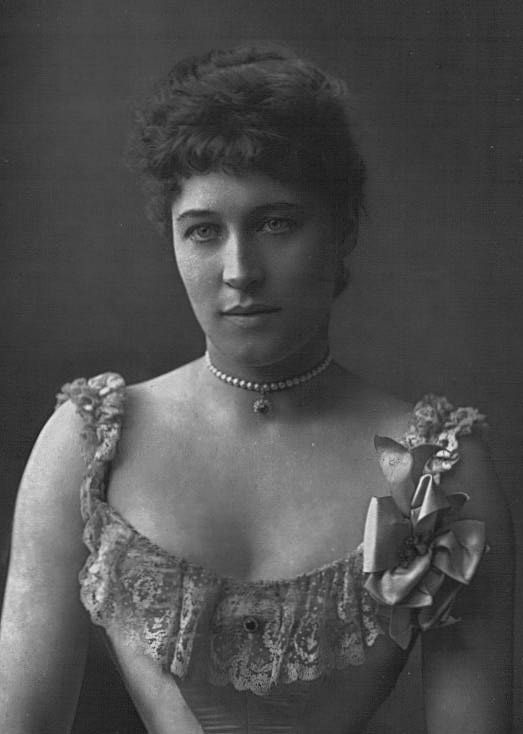
Photo de Lillie Langtry.
Photo de Lillie Langtry.
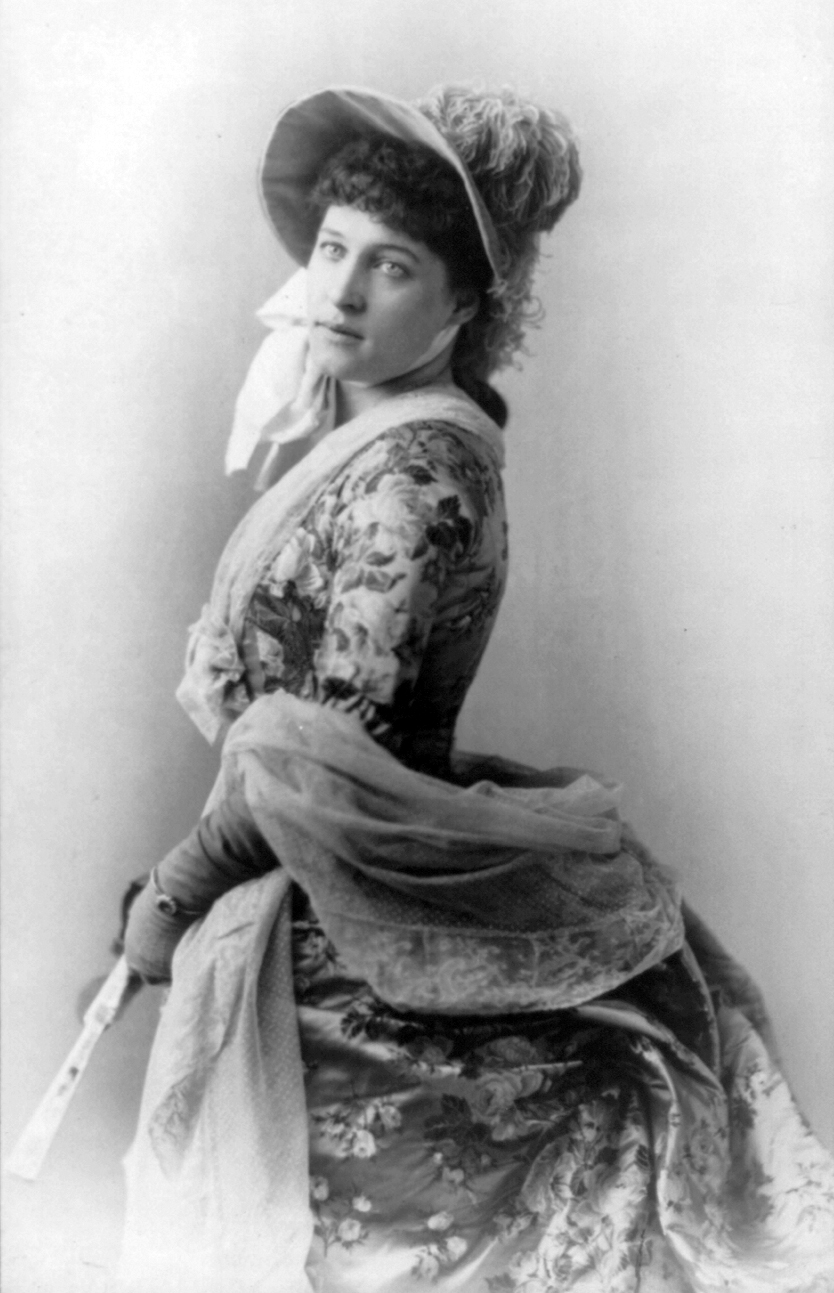
Photo de Lillie Langtry par Napoléon Sarony.
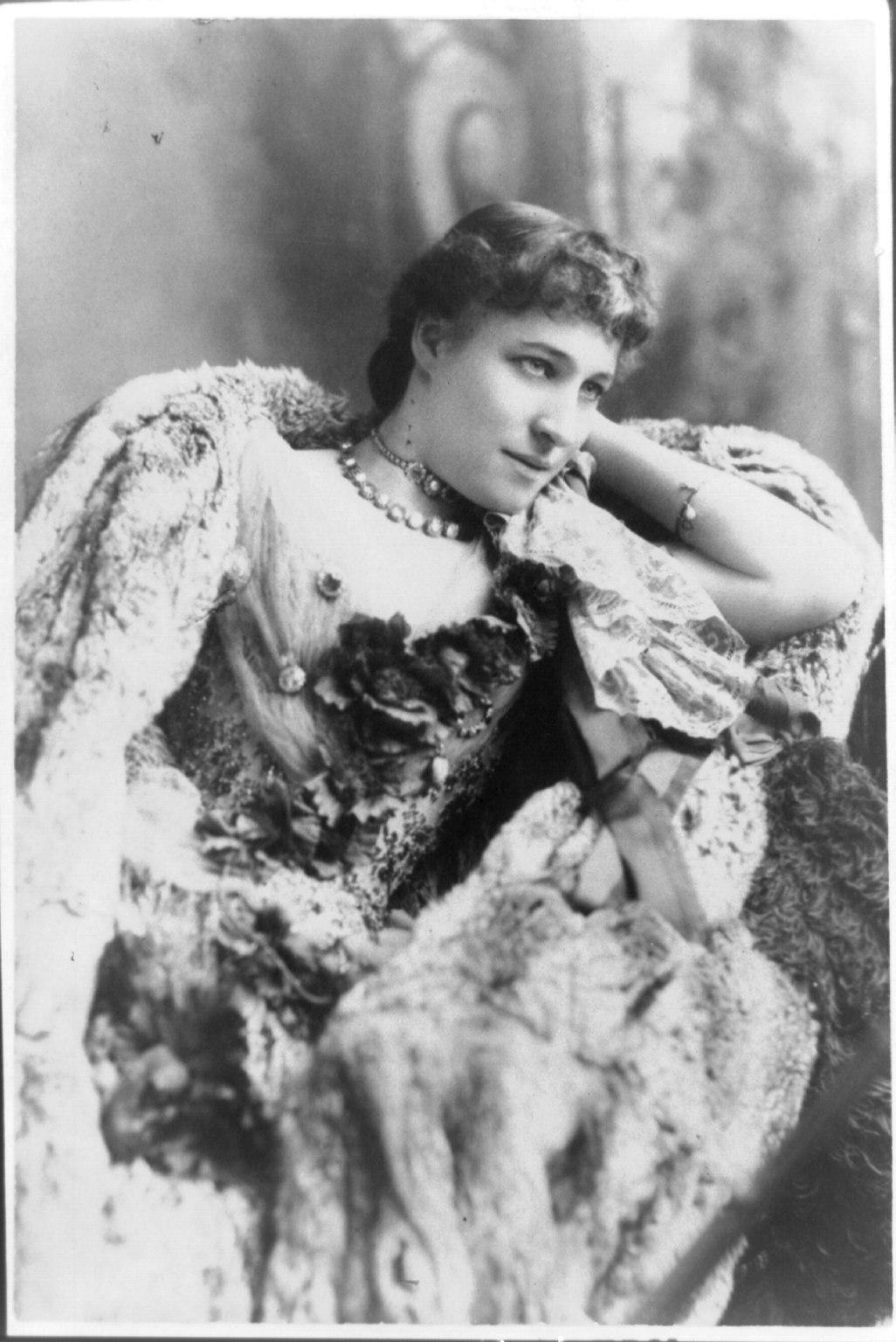
Photo de Lillie Langtry par Napoléon Sarony.
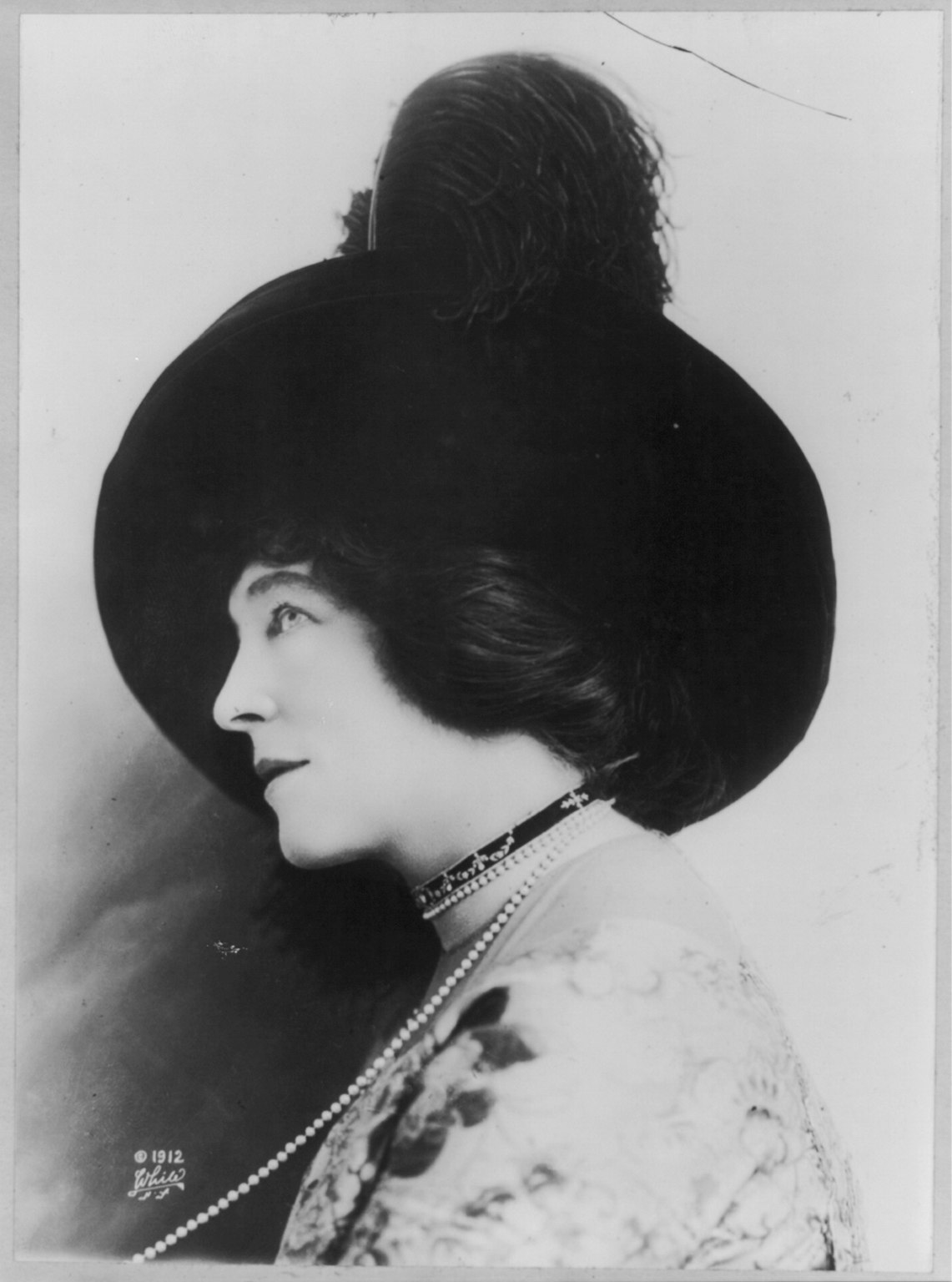
Photo de Lillie Langtry.
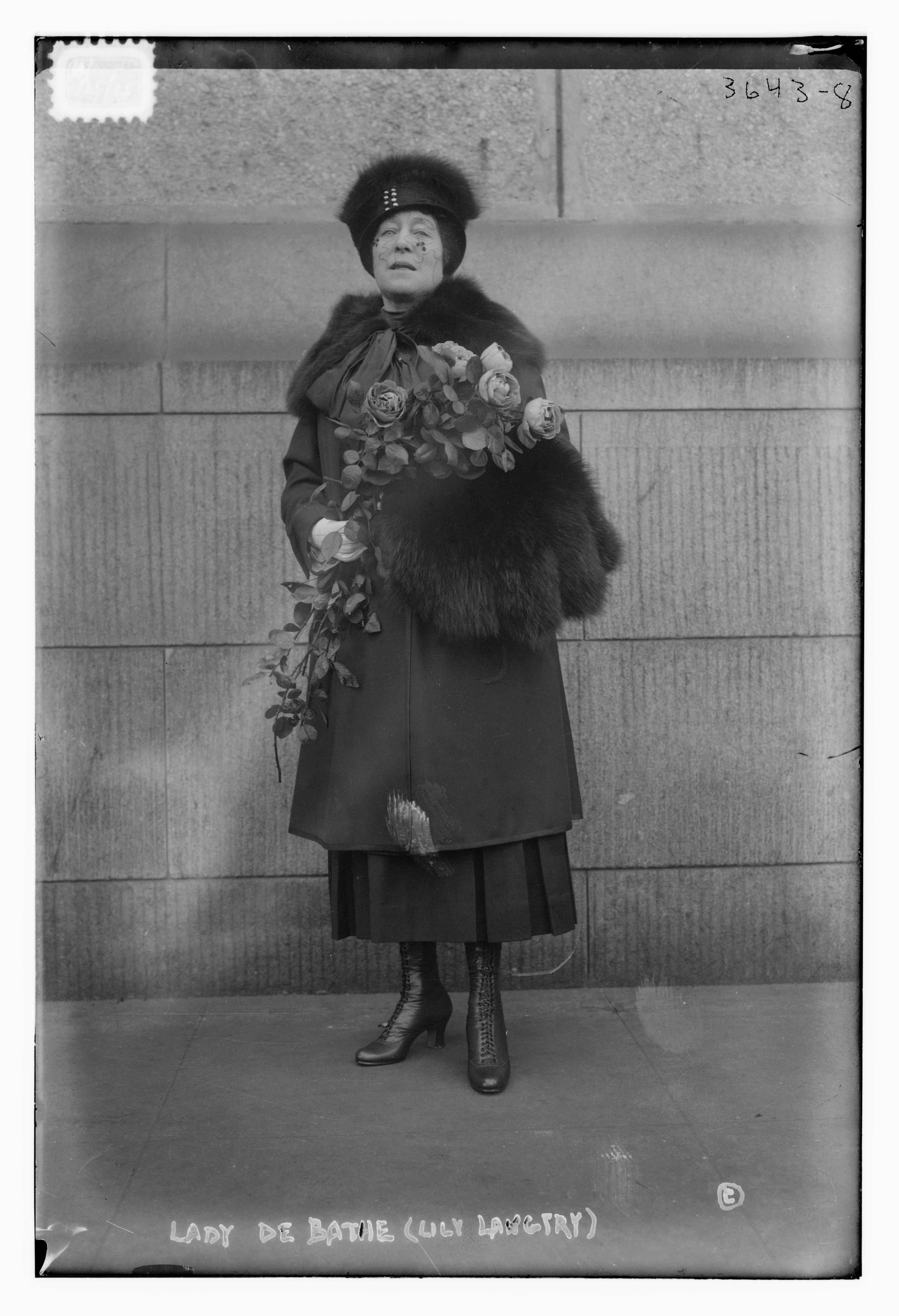
Photo de Lillie Langtry.
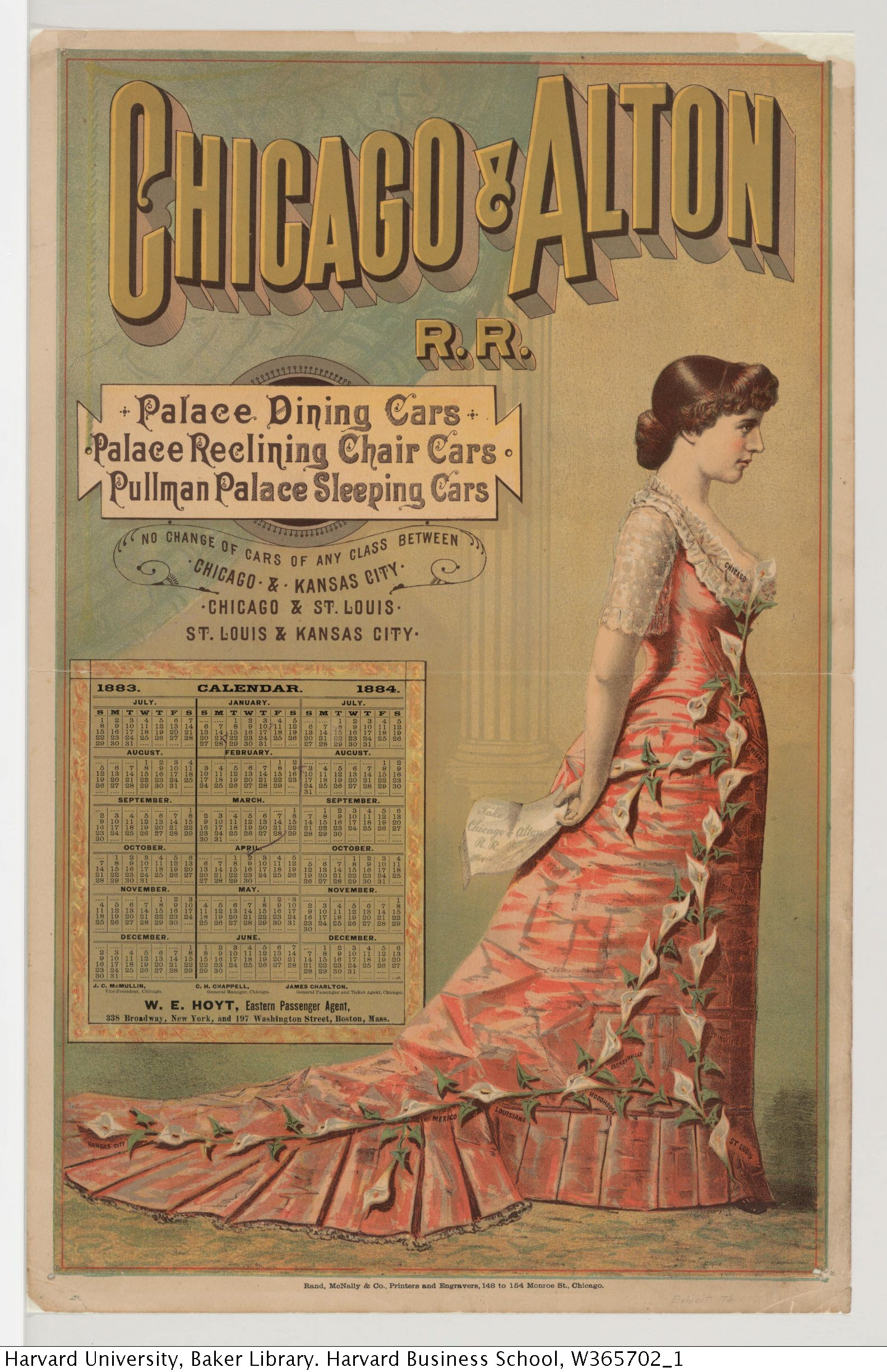
Calendrier de la société de chemin de fer Chicago & Alton.
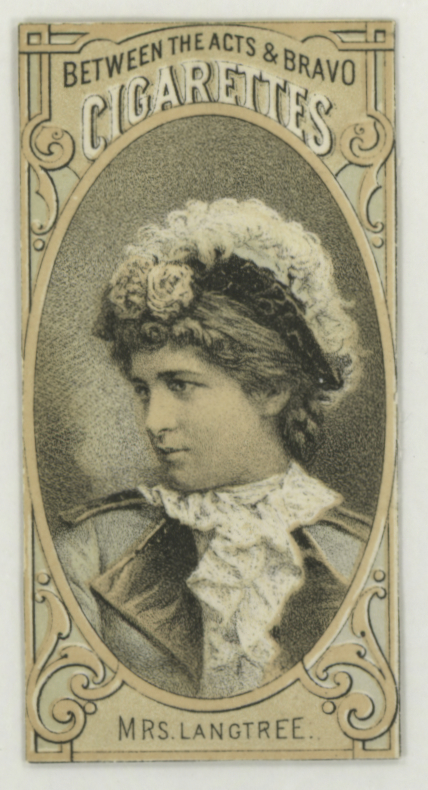
Publicité pour les cigarettes Between the Acts & Bravo Cigarettes.
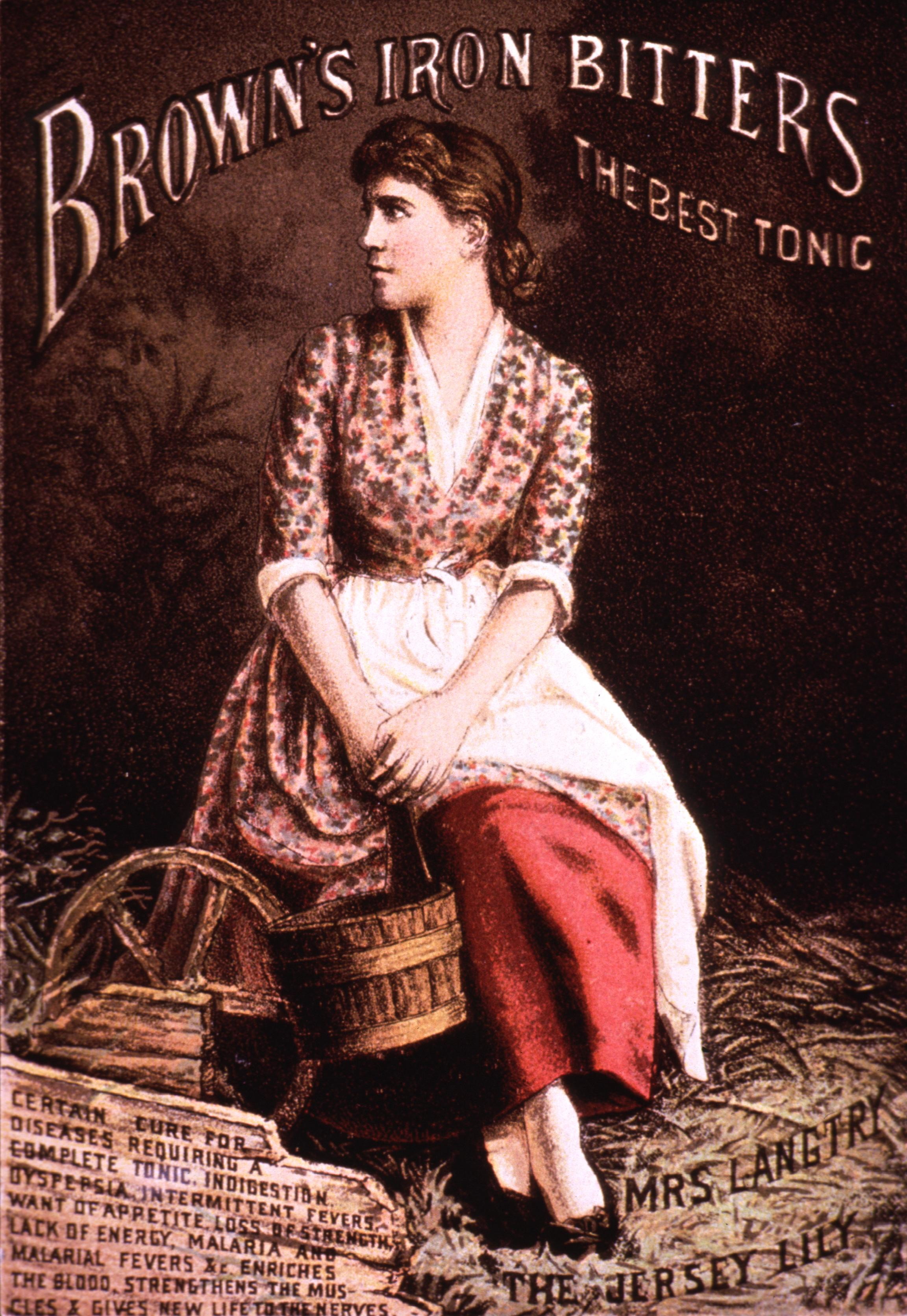
Publicité pour le tonique de la marque Brown's Iron Bitters.